# Adolf Hitler
Adolf Hitlerⓘ (wym. /ˈadɔlf ˈhɪtlɐ/; ur. 20 kwietnia 1889 w Braunau am Inn, zm. 30 kwietnia 1945 w Berlinie) – niemiecki polityk, ideolog narodowosocjalistyczny, działacz partyjny, malarz i wojskowy pochodzenia austriackiego, dożywotni dyktator Niemiec jako kanclerz Rzeszy (1933–1945) oraz Wódz Rzeszy z tytułem Führera, przywódca NSDAP, sprawca przekształcenia Republiki Weimarskiej w III Rzeszę i rozpoczęcia przez nią II wojny światowej, zwierzchnik sił zbrojnych, SA i SS i naczelny dowódca wojsk lądowych (1941–1945), zbrodniarz wojenny uznawany za osobiście odpowiedzialnego za niemiecką politykę rasową i śmierć milionów ludzi zabitych podczas jego rządów, w tym za ludobójstwa Żydów (Holokaust), Romów (Porajmos) i Słowian czy masowe morderstwa na osobach chorych psychicznie (akcja T4).
Urodził się w Austro-Węgrzech i wychował w pobliżu Linzu, do Niemiec przeniósł się w 1913 roku, bezskutecznie usiłował rozwinąć tam karierę malarską. Nacjonalista, w czasie I wojny światowej walczył w armii niemieckiej na froncie zachodnim, klęska osobiście nim wstrząsnęła, a obwiniał o nią zdrajców narodu i Żydów. Pozbawiony perspektyw w nowej rzeczywistości, w roku 1919 wstąpił do Niemieckiej Partii Robotników, poprzedniczki Narodowosocjalistycznej Niemieckiej Partii Robotników i stanął na jej czele. Zbierał zdolnych i oddanych popleczników, takich jak Göring, Heß, czy Röhm, który zaczął budować własną bojówkę Sturmabteilung (SA). W 1923 roku Hitler usiłował przejąć władzę w Bawarii w wyniku nieudanego zamachu stanu, został skazany na pięć lat więzienia, gdzie napisał manifest Mein Kampf, który zyskał znaczną popularność. Po wyjściu na wolność podczas charyzmatycznych przemówień atakował traktat wersalski i porządek prawny, promował pangermanizm, antysemityzm, antykomunizm, rewizjonizm, imperializm i rewanżyzm, dzięki czemu zyskał powszechne poparcie. Jego partia rozwijała się, zyskiwała wsparcie finansowe biznesu, prowadziła też nowatorską propagandę oraz stopniowo wchodziła do głównego nurtu krajowej polityki, natomiast SA rozrosło się do setek tysięcy członków.
W listopadzie 1932 roku partia nazistowska miała najwięcej miejsc w niemieckim Reichstagu, ale nie posiadała większości, w rezultacie żadna partia nie była w stanie utworzyć większości parlamentarnej popierającej kandydata na kanclerza. Były kanclerz Papen i inni konserwatywni przywódcy przekonali prezydenta Hindenburga, by 30 stycznia 1933 mianował Hitlera kanclerzem. Wkrótce potem rozpoczął się proces przekształcania Republiki Weimarskiej w totalitarną III Rzeszę. Hitler dążył do wyeliminowania Żydów z Niemiec i ustanowienia nowego ładu, aby przeciwdziałać temu, co uważał za niesprawiedliwość międzynarodowego porządku zdominowanego przez Wielką Brytanię i Francję po poprzedniej wojnie. Pierwsze sześć lat jego władzy zaowocowało szybkim ożywieniem gospodarczym po wielkim kryzysie, zniesieniem ograniczeń nałożonych na Niemcy i rozbudową sił zbrojnych (przekształconych z Reichswehry w Wehrmacht) na wielką skalę. Rozprawił się też z wewnętrzną opozycją, spacyfikował rosnące w siłę i liczące już miliony SA, którego pozycję przejęło konkurencyjne Schutzstaffel (SS) z wiernym mu Himmlerem na czele. Zanegował w końcu ład wersalski wprowadzając wojska do Nadrenii, po czym przejął bezpośrednią kontrolę nad armią odsuwając niewygodnych oficerów, zwłaszcza zwierzchnika sił zbrojnych Blomberga, którego pozycję przejął sam, natomiast ministerstwo wojny przekształcił w OKW z podporządkowanym mu Keitlem na czele. Obawiające się kolejnej wojny rządy Francji i Wielkiej Brytanii brakiem sprzeciwu umożliwiły mu aneksję Austrii, Sudetenlandu, przejęcie Czech i wymuszenie na Litwie zwrotu Memellandu. Narastającej przeciwko niemu opozycji zabrakło wtedy stanowczości by go usunąć.
Hitler chciał zbudować „Wielkie Niemcy” i poszukiwał „przestrzeni życiowej” dla narodu niemieckiego w Europie Wschodniej. Gdy kolejnym żądaniom sprzeciwiła się Polska, zaatakował ją 1 września 1939 roku, rozpoczynając II wojnę światową. Początkowo była ona dla Niemców pasmem sukcesów: po Polsce podbito Danię, Norwegię, Holandię, Belgię, Luksemburg i Francję. Silną pozycję zapewniał im sojusz z Włochami, Japonią i Związkiem Radzieckim. Zabrakło im jednak sił do inwazji na Wielką Brytanię, w dodatku zaangażowali się w pomoc Włochom w podboju Bałkanów i walkach w Afryce. W 1941 roku, pomimo ostrzeżeń swoich dowódców, Hitler zarządził atak na Związek Radziecki, który pomimo początkowych spektakularnych sukcesów okazał się wyjątkowo trudną i krwawą kampanią. W geście solidarności z walczącą z USA Japonią wypowiedział też wojnę Stanom Zjednoczonym, przez co Niemcy i ich sojusznicy zostali przygnieceni aliancką przewagą liczebną i materiałową. Wehrmacht zepchnięto do obrony, zaczął przegrywać, nie powiódł się również zamach stanu opozycji. Do 1945 roku wojska niemieckie zostały pokonane. Gdy Berlin był szturmowany przez siły radziecko-polskie, Hitler odmówił ucieczki i 29 kwietnia w swoim bunkrze poślubił wieloletnią kochankę Evę Braun. Następnego dnia para popełniła samobójstwo, aby uniknąć schwytania. Ich zwłoki zostały spalone, a III Rzesza upadła. Pozostawił po sobie Niemcy zniszczone i pomniejszone o znaczną część terytorium.

## Życiorys

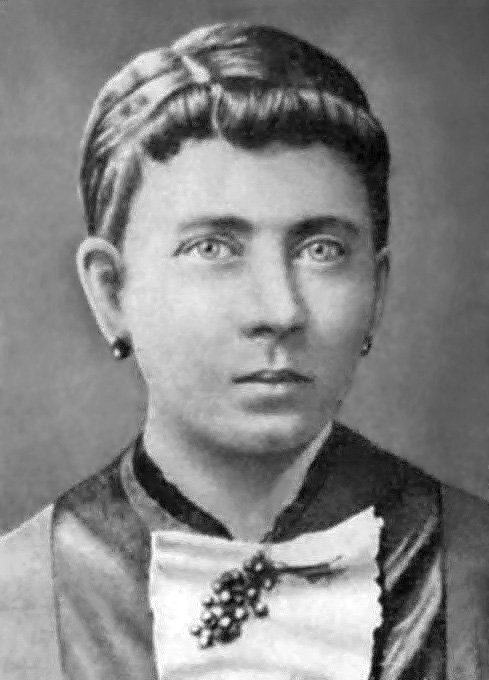
Klara Hitler z domu Pölzl, matka Adolfa
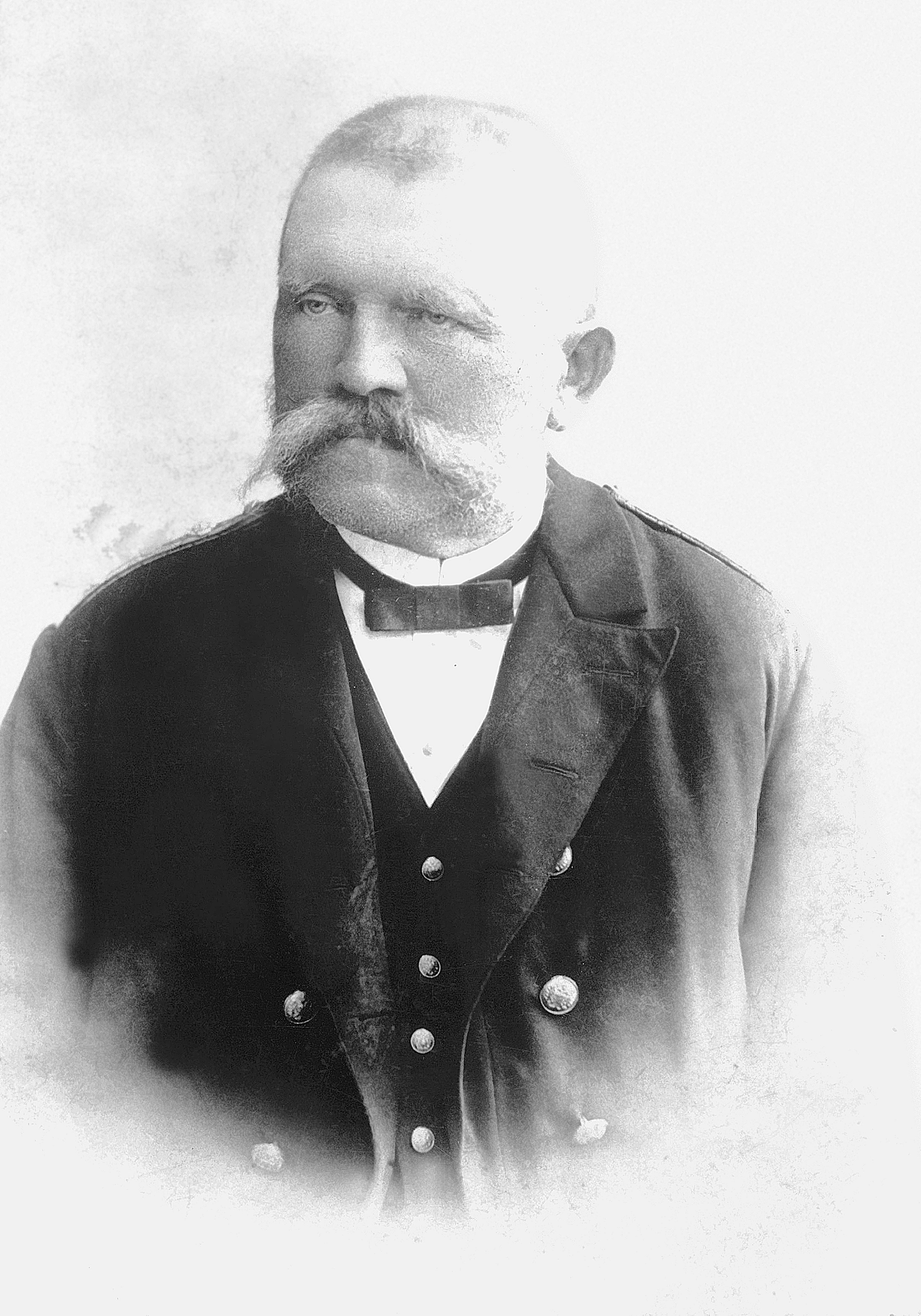
Alois Hitler, ojciec Adolfa
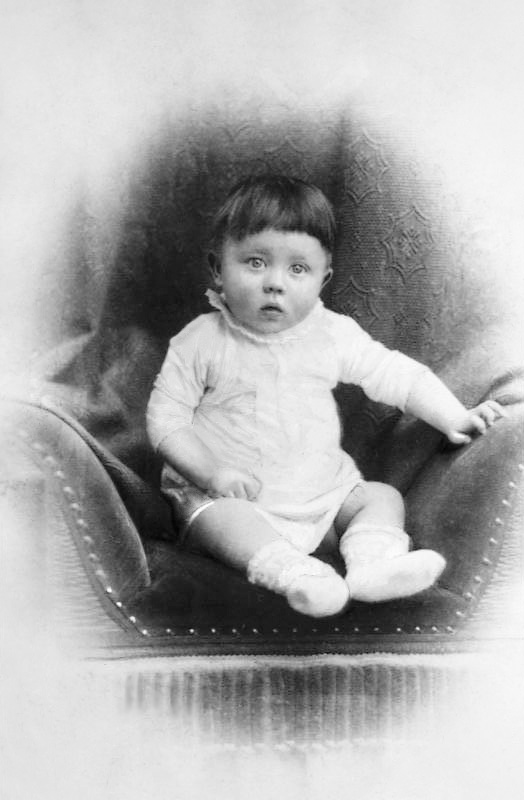
Adolf Hitler w wieku niemowlęcym
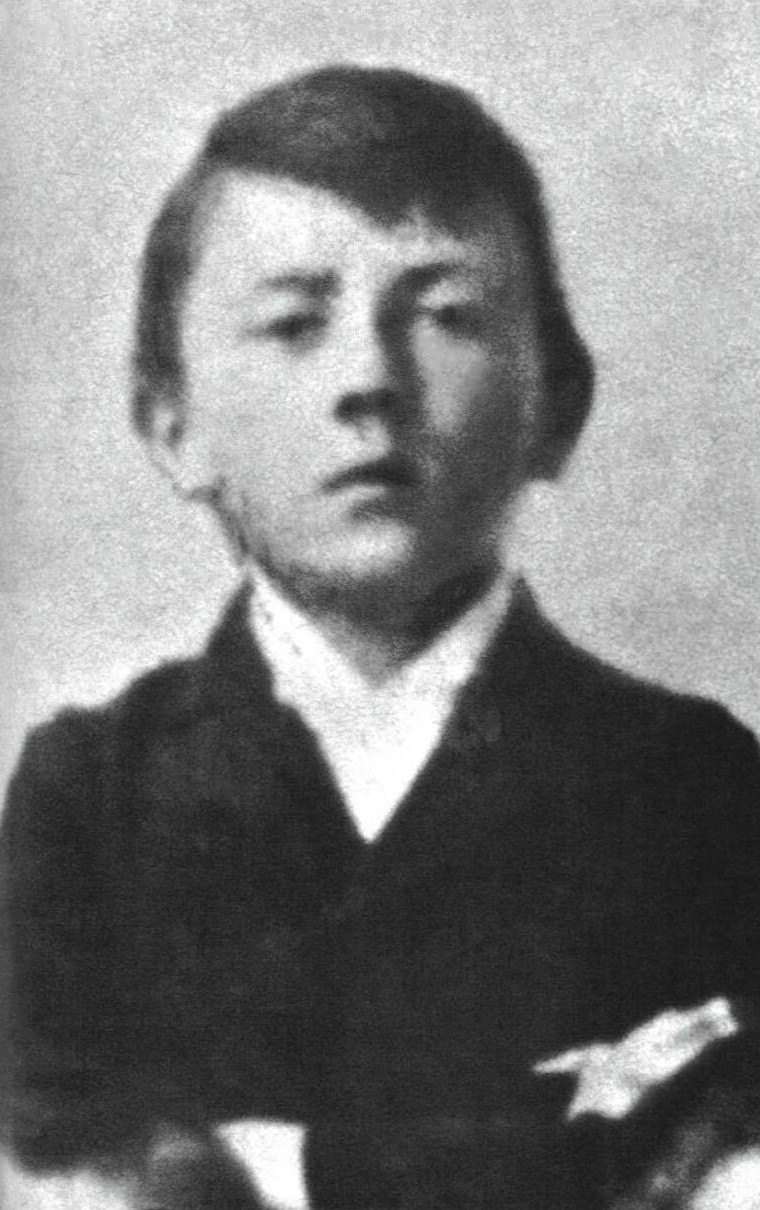
Jedenastoletni Adolf Hitler

### Drzewo genealogiczne
| 4. Johann Georg Hiedler zm. 9 lutego 1857       |  |                                     |  |  |                                      |
|                                                 |  | 2. Alois Hitler zm. 3 stycznia 1903 |  |  |                                      |
| 5. Maria Anna Schicklgruber zm. 7 stycznia 1847 |  |                                     |  |  |                                      |
|                                                 |  |                                     |  |  | 1. Adolf Hitler zm. 30 kwietnia 1945 |
| 6. Johann Baptist Pölzl zm. 9 stycznia 1902     |  |                                     |  |  |                                      |
|                                                 |  | 3. Klara Pölzl zm. 21 grudnia 1907  |  |  |                                      |
| 7. Johanna Hiedler zm. 8 lutego 1906            |  |                                     |  |  |                                      |
|                                                 |  |                                     |  |  |                                      |

Rodzeństwo Adolfa Hitlera
Przyrodnie:
- Alois Hitler junior(inne języki) (1882–1956)
- Angela Hitler (1883–1949)

Rodzone:
- Gustav Hitler (1885–1887)
- Ida Hitler (1886–1888)
- Otto Hitler (1887–1887)
- Edmund Hitler(inne języki) (1894–1900)
- Paula Hitler (1896–1960)

### Wczesne lata
Urodził się w cesarsko-królewskich Austro-Węgrzech (konkretniej w Arcyksięstwie Austrii za Anizą), w miejscowości Braunau am Inn, w rodzinie austriackiego urzędnika celnego. Wkrótce po narodzinach Adolfa rodzice przenieśli się do Leondingu w Górnej Austrii, gdzie w późniejszym czasie zostali pochowani. W 2012 roku ich grób został zlikwidowany bez ekshumacji szczątków z powodu traktowania go przez neonazistów jako miejsca kultu. Ojciec Adolfa był bardzo surowym mężem i ojcem. Kiedy chciał przywołać do siebie syna, nie wymieniał go po imieniu, tylko gwizdał na dwóch palcach. Kiedy mały Adolf nie zjawił się w porę przy ojcu, był bity. Matka nie mogła go obronić, gdyż sama bała się męża. W roku szkolnym 1897–1898 uczęszczał jako dziecko do szkoły przy zakonie benedyktynów, gdzie był prymusem w swojej klasie, otrzymując 12 najwyższych ocen na końcu roku. Od września 1900 do września 1904 Adolf uczęszczał do szkoły realnej w Linzu. W szkole tej nie odnosił sukcesów i musiał dokonać zmiany szkoły, bo inaczej nie zdałby klasy. Przez następny rok – do jesieni 1905 roku – był uczniem szkoły w Steyr. Nie przystąpił do matury. 

Jego pasją stała się wówczas sztuka, zwłaszcza malarstwo. Temat, jaki najczęściej preferował, to pejzaż górski lub miejski; techniką, jaką najczęściej się posługiwał, była akwarela. W latach 1907 i 1908 bezskutecznie próbował dostać się do Akademii Sztuk Pięknych w Wiedniu, aby studiować malarstwo. W tym czasie początkowo utrzymywał się z renty, spadku oraz dzięki hojności ciotki, w okresie późniejszym zarabiał na sprzedaży malowanych przez siebie pocztówek i akwarel. Pracował przejściowo jako pomocnik murarza. Po dwukrotnie niezdanym egzaminie na studia opuścił Wiedeń. Na podstawie jego datowanych prac można wyciągać wnioski, iż po tych niepowodzeniach nadal podejmował próby powrotu do malarstwa. Zaprojektował między innymi symbole NSDAP, w tym flagę. Jako kanclerz Rzeszy, wykorzystując projekt Josefa Ganza (niemiecko-żydowski inżynier, twórca prototypu auta o nazwie Maikaefer, redaktor magazynu „Motor-Kritik”, którego nazwisko wymazano z historii niemieckiej motoryzacji i Volkswagena), miał wpływ na projekt Volkswagena Garbusa, który nie był projektem Ferdinanda Porsche. 
W Wiedniu Hitler poznał wielonarodowe społeczeństwo, jakie zamieszkiwało Austro-Węgry. W czasie pobytu w stolicy znalazł się pod wpływem socjaldemokratycznej koncepcji partii masowej. Nawiązał kontakty z antysemicką organizacją pangermańskich nacjonalistów, której przewodził Georg Ritter von Schönerer, oraz stworzoną przez Karla Luegera rasistowską Partią Chrześcijańsko-Społeczną.

### I wojna światowa

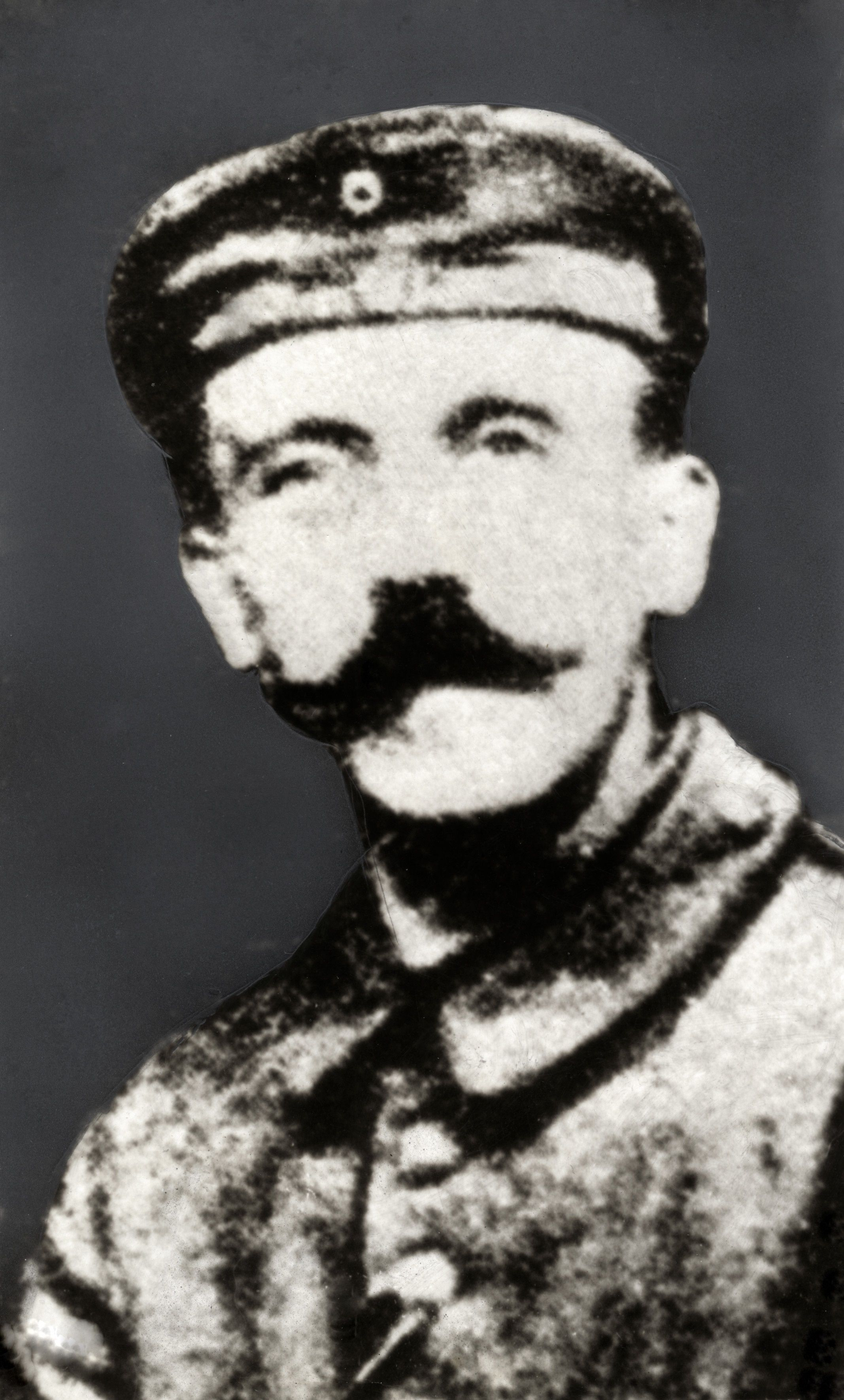
Hitler podczas I wojny światowej
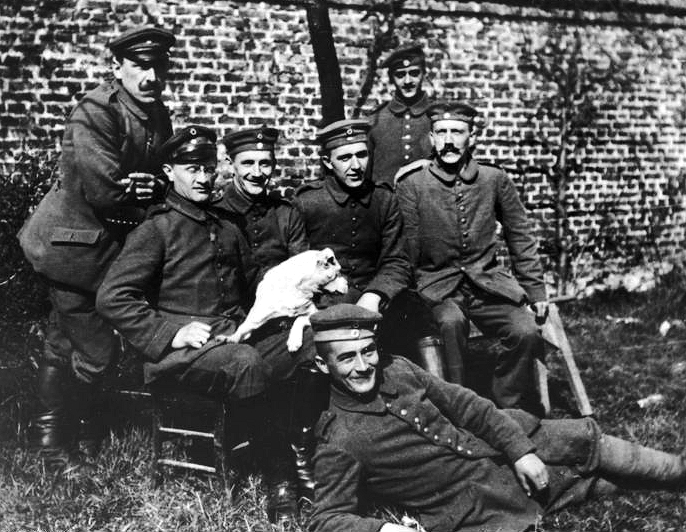
Hitler (z prawej strony, w pozycji siedzącej) z towarzyszami frontowymi
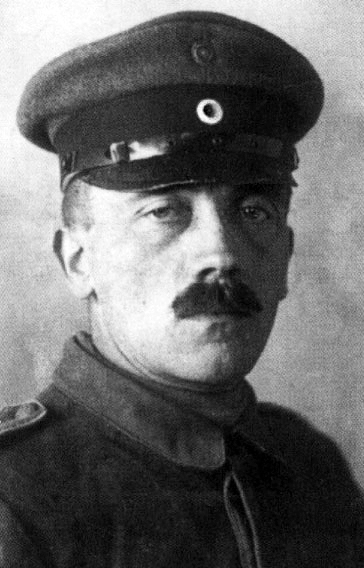
Hitler jako żołnierz w 1921 roku

W roku 1913 wyjechał do Monachium, gdzie bezpośrednio po wybuchu I wojny światowej w roku 1914 wstąpił jako ochotnik do 16 Rezerwowego Pułku Piechoty, w składzie którego walczył na froncie zachodnim. Hitler trafił na front w połowie października 1914 roku, w listopadzie brał udział w bitwie pod Ypres, w roku 1915 walczył w rejonie Arras, w roku 1916 nad Sommą, a w roku 1917 znów pod Arras. W czasie wojny awansował do stopnia gefrajtera. Został dwukrotnie odznaczony Krzyżem Żelaznym przez adiutanta regimentu Hugo Gutmanna.
O zawieszeniu broni (Rozejm w Compiègne) dowiedział się w wojskowym szpitalu w Pasewalku, gdzie przebywał przez około pół roku po czasowym oślepieniu bojowym środkiem trującym. Źródłem ślepoty miała jednak być histeria Hitlera na wieść o klęsce Rzeszy, który kapitulację Niemiec uznał za zdradę. Doktor Karl Kroner zeznał po II wojnie światowej, że Hitler całymi dniami wygłaszał do grupek chorych płomienne przemówienia, w których oskarżał o przegraną Żydów i marksistów. Został wypisany ze szpitala 19 listopada 1918 roku.

### Po I wojnie światowej
Pojechał do objętego rewolucją Monachium, gdzie zamieszkał w schronisku dla bezdomnych przy Lothstrasse 29. W końcu listopada zgłosił się do swojego pułku i został skierowany do oddziału wartowniczego w obozie dla jeńców wojennych w Traunstein. Po rozwiązaniu obozu w Traunstein wrócił do Monachium, gdzie trzymał straż na dworcu kolejowym lub w magazynie sprawdzał filtry starych masek przeciwgazowych. Został przeniesiony do specjalnego oddziału Bayerische Reichswehr Gruppenkommando, utworzonego w maju 1919, którego zadaniami były inwigilacja oraz edukacja polityczna, mające na celu zapobiec ponownemu wybuchowi komunizmu w Niemczech. Został informatorem (V-Männer), którego zadaniem było obserwowanie partii politycznych.
Po powrocie został wybrany „mężem zaufania” swojego oddziału. Najprawdopodobniej 16 lutego wziął udział w demonstracji Rewolucyjnej Rady Robotniczej (Revolutionärer Arbeiterrat), domagającej się proklamowania republiki rad. Mógł także należeć do 25 żołnierzy oddelegowanych z oddziału na pogrzeb Kurta Eisnera. W kwietniu 1919 roku, po proklamacji Bawarskiej Republiki Rad, został wybrany do rady żołnierskiej swojego oddziału. W czerwcu 1919 roku, po obaleniu komunistów, zgłosił się do Reichswehry, gdzie uzyskał stanowisko informatora, po czym został skierowany do infiltracji Niemieckiej Partii Robotniczej (DAP).

## Działalność polityczna

### Działalność w NSDAP

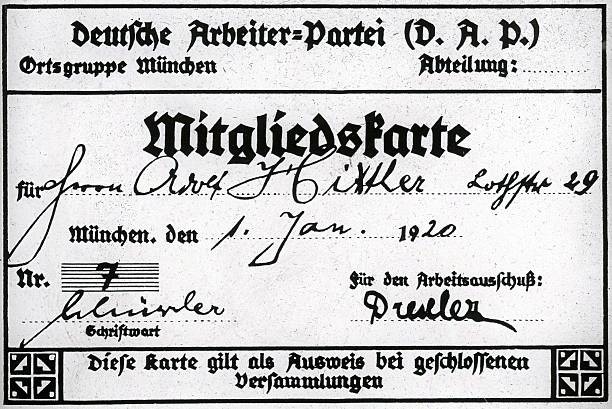
Karta członkowska Niemieckiej Partii Robotniczej (DAP)

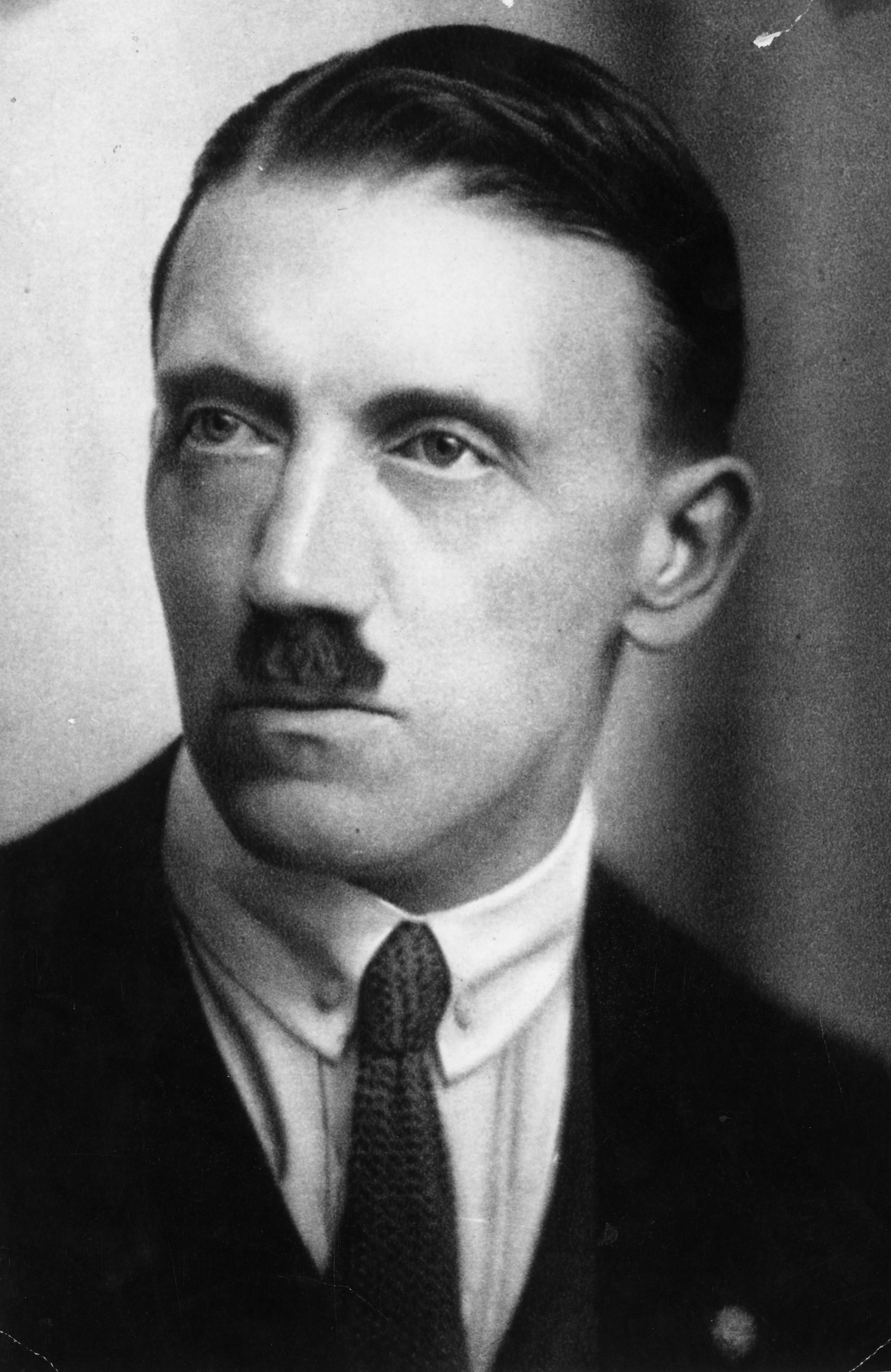
Hitler w roku 1920

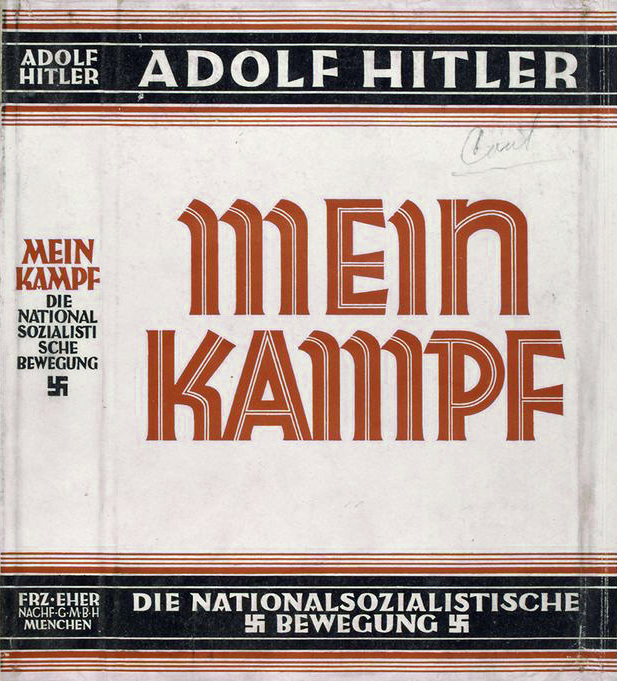
Obwoluta Mein Kampf (wydanie 1926–1928)

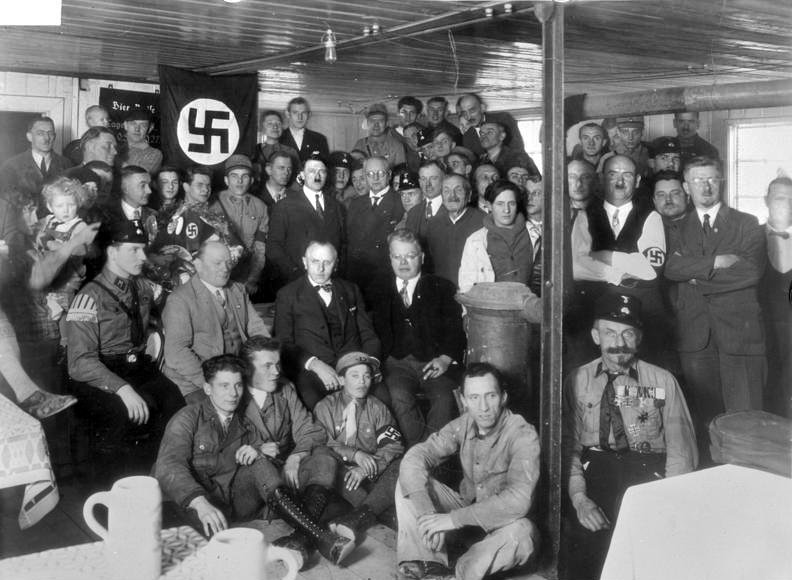
Spotkanie członków NSDAP, 1930

Na początku kariery, ukrywając się przed policją, używał pseudonimu Wilk. Działalność polityczną rozpoczął jako agitator Reichswehry. Podczas swych wystąpień wskazywał na winnych klęski Niemiec w I wojnie światowej oraz rewolucji listopadowej 1918, którymi jego zdaniem byli Żydzi, komuniści, socjaldemokraci i liberałowie – na fali frustracji społecznej spowodowanej klęską wojenną, zyskał tym sobie grupy zwolenników.
16 września 1919 roku w Monachium, mając trzydzieści lat, wstąpił do niewielkiej Niemieckiej Partii Robotników (niem. Deutsche Arbeiterpartei, DAP), której nazwę w następnym roku zmieniono na NSDAP. 29 lipca 1921 został jej przewodniczącym z tytułem wodza (niem. Führer) oraz z niemalże dyktatorską władzą. W tym samym roku zreorganizował partyjne bojówki, tworząc 4 listopada 1921 „Oddziały Szturmowe” SA (niem. Sturmabteilung) – zajmujące się później m.in. mordowaniem przeciwników politycznych, walką z opozycją i pogromami Żydów. Z partyjnego pisma Völkischer Beobachter, które NSDAP nabyła w grudniu 1920, uczynił ogólnokrajowy dziennik (od 8 lutego 1923), który przez następne 25 lat stanowił jeden z filarów propagandy nazistowskiej. Z powodu zakłócania porządku publicznego, od 27 czerwca do 27 lipca 1922 po raz pierwszy przebywał w więzieniu.
Po nieudanym puczu monachijskim 8 listopada 1923 (inaczej pucz piwiarniany) został 1 kwietnia 1924 skazany na pięć lat więzienia, z możliwością zwolnienia warunkowego po sześciu miesiącach i osadzony w więzieniu w Landsbergu (1924). Napisał tam książkę Mein Kampf (Moja walka), w której sformułował program ruchu nazistowskiego. Książka ta stała się swoistą „biblią” narodowych socjalistów, do 1939 została przetłumaczona na 11 języków, a jej nakład osiągnął 5 mln egzemplarzy. Jej tezy powtórzył w Das zweite Buch, książce nieopublikowanej za jego życia (jej manuskrypt odnalazł w 1958 r. Gerhard Weinberg, a opublikowano ją w 1961 r.).
Po przedterminowym zwolnieniu z więzienia (20 grudnia 1924) skupił wokół siebie grono ambitnych i bezwzględnych współpracowników, reaktywując działalność partyjną NSDAP. W lutym 1925 kupił za 20 tys. marek samochód Mercedes. 7 kwietnia 1925 Hitler zrzekł się austriackiego obywatelstwa, ale dopiero 26 lutego 1932 uzyskał niemieckie. Momentem kluczowym dla jego partii był kryzys gospodarczy w 1929 r. Wówczas bowiem wyborcy zwrócili się w stronę dwóch skrajnych partii – komunistów i narodowych socjalistów.
Jego partia po wyborach we wrześniu 1930 otrzymała 107 mandatów do Reichstagu i stała się najpierw drugą, a potem pierwszą frakcją w parlamencie (po utworzeniu w 1931 sojuszu z niemieckimi ugrupowaniami prawicowymi, tzw. frontu harzburskiego).
Zwycięstwo wyborcze ułatwił znacznie fakt pozyskania w 1929 r. przez nazistów niemieckiego przemysłowca Alfreda Hugenberga, który przez wiele następnych lat wspierał ich finansowo – dzięki temu NSDAP mogła zorganizować zakrojoną na szeroką skalę kampanię propagandową i zapewnić sobie stałe źródło funduszy na bieżącą działalność.
W styczniu 1932 Hitler i inni działacze nazistowscy spotkali się w Düsseldorfie z grupą 300 przemysłowców niemieckich, zaniepokojonych ekspansją komunistów niemieckich. Nazistom i Hitlerowi, jako gwarantującym interesy wielkiego przemysłu, przyrzeczono znaczną pomoc finansową, dzięki której mogli przygotować się do wyborów w marcu 1932 i zorganizować kampanię przedwyborczą. Podczas spotkania, Friedrich Thyssen, prezes koncernu stalowego Thyssen AG, powiedział iż: tylko duch narodowosocjalistyczny i duch jego przywódcy mogą zmienić losy kraju. Hitlera wsparły także inne największe niemieckie koncerny, tylko w latach 1933–1934 koncern chemiczny IG Farben (oskarżony po wojnie w procesach norymberskich o zbrodnie wojenne), przekazał nazistom kwotę ok. 8 mln reichsmarek, a koncern stalowy Friedrich Krupp AG 12 mln do 1939 r.
W 1932 r. przegrał wybory prezydenckie, otrzymując 36,8 procent głosów (ok. 13,4 mln wyborców), przy wysokiej frekwencji wyborczej. 

### Socjotechnika

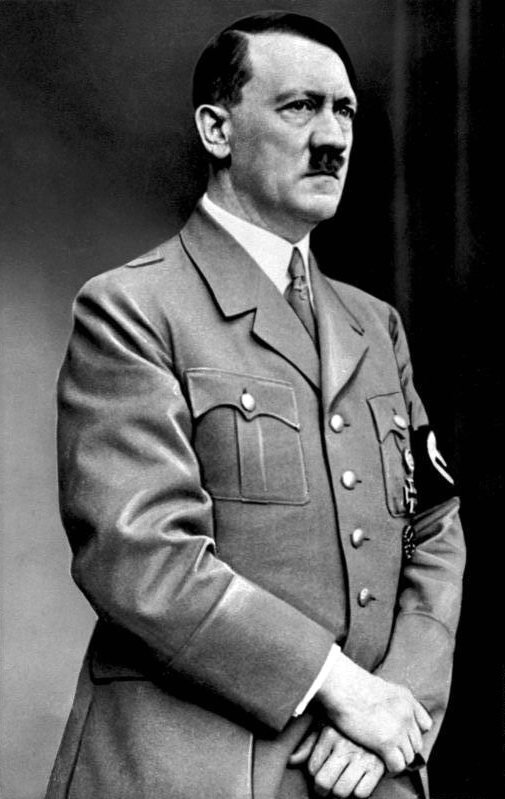
Adolf Hitler, 20 kwietnia 1937

Hitler starannie planował wszystkie wystąpienia publiczne stosując metody inżynierii społecznej – wychodził z założenia, iż odpowiednia oprawa przemówień aspirującego do roli przywódcy narodu charyzmatycznego oratora jest kluczowa do osiągnięcia sukcesu politycznego, pozwoli bowiem na kontrolowanie woli odbiorcy i ukierunkowanie jego emocji w stronę bezkrytycznego uwielbienia lidera politycznego i partii. W celu osiągnięcia pożądanych efektów godzinami ćwiczył przed lustrem gestykulację i mimikę, jednocześnie zlecając fotografom wykonywanie zdjęć podczas tych prób, które później bezustannie analizował pod kątem prawidłowości zastosowanych póz. Większość oratorskich gestów przejął od monachijskiego komika, Weissa Ferdla, a inne triki aktorskie m.in. od niemieckiego aktora Fritza Langa. Przed każdym wystąpieniem osobiście sprawdzał akustykę hal, a swoich przemówień zwykle uczył się na pamięć.
Początkowo Hitler przybrał pozę szalonego i słabo kontrolującego emocje fanatycznego oratora, w rzeczywistości jednak wszystkie występy były starannie opracowane przez doradców, a „szaleństwo” prezentowane tłumom na pokaz. W późniejszym okresie, zwłaszcza po zdobyciu władzy, wizerunek ten zmienił się – przemówienia nabrały cech wystąpień natchnionego lidera religijnego, osłabła też znacznie polityczna treść przekazu, który przemienił się niemalże w filozoficzne rozważania bez merytorycznej zawartości.
Pierwowzorem wystąpień politycznych Hitlera stała się opera Richarda Wagnera, Parsifal, decydujące dla jego wyboru życiowego miało też być obejrzenie innej opery Wagnera pt. Rienzi. Referując stosunek Hitlera do muzyki, Danuta Gwizdalanka pisze:
Z twórczością Richarda Wagnera zetknął się w wieku 12 lat. Zaprowadzono go wtedy na przedstawienie Lohengrina, które wprawiło go w niewysłowiony zachwyt. Parę lat później jeszcze większe wrażenie wywarła na Hitlerze opera Rienzi. Bohaterem jej libretta jest średniowieczny trybun ludowy, który pragnie wskrzesić dawną świetność Rzymu. Po zobaczeniu Rienziego na scenie opery w Linzu Hitler wpadł w takie uniesienie, że po przedstawieniu długo roztaczał przed towarzyszącym mu tego wieczora przyjacielem wizję swojego posłannictwa wobec narodu niemieckiego. „Wtedy to się narodziło”, powiedział trzydzieści lat później wspominając ów wieczór i przypisując Wagnerowi „ojcostwo” swojej „misji dziejowej”.
W 1923 Hitler odwiedził Bayreuth i wkrótce stał się częstym oraz nadzwyczaj serdecznie przyjmowanym gościem rodziny Wagnerów.
(...) 22 lipca 1924 roku, kiedy po dziesięciu latach przerwy w Bayreuth zainaugurowano kolejny festiwal oper Wagnera, stał się on wydarzeniem politycznym. W centrum uwagi znalazł się Hitler, który niedawno opuścił więzienie, Wagnera obwołano jednym z ojców duchowych narodowego socjalizmu, a przedstawienie Śpiewaków norymberskich przeobraziło się w nacjonalistyczną demonstrację.
Hitler uważał, iż muzyka nieodłącznie wiąże się z polityką i w połączeniu z innymi elementami tworzy skuteczną broń propagandową umożliwiającą pozyskanie poparcia mas społecznych. Strategia ta umożliwiła Hitlerowi opanowanie niemieckiego społeczeństwa i uzyskanie niemalże całkowitego i bezkrytycznego poparcia dla planów ekspansji militarnej w Europie i dyskryminacji mniejszości etnicznych, wynikającej ze zbrodniczych planów praktycznej realizacji nazistowskiej teorii rasowej.
W 1932, w związku z dwiema turami wyborów prezydenckich, dwukrotnymi wyborami do Reichstagu oraz licznymi wyborami do parlamentów krajowych, Hitler w ciągu 4 wielkich podróży lotniczych przebył samolotem niemal 50 tys. km i przemawiał na około 200 wiecach.

### Kwestie religijne

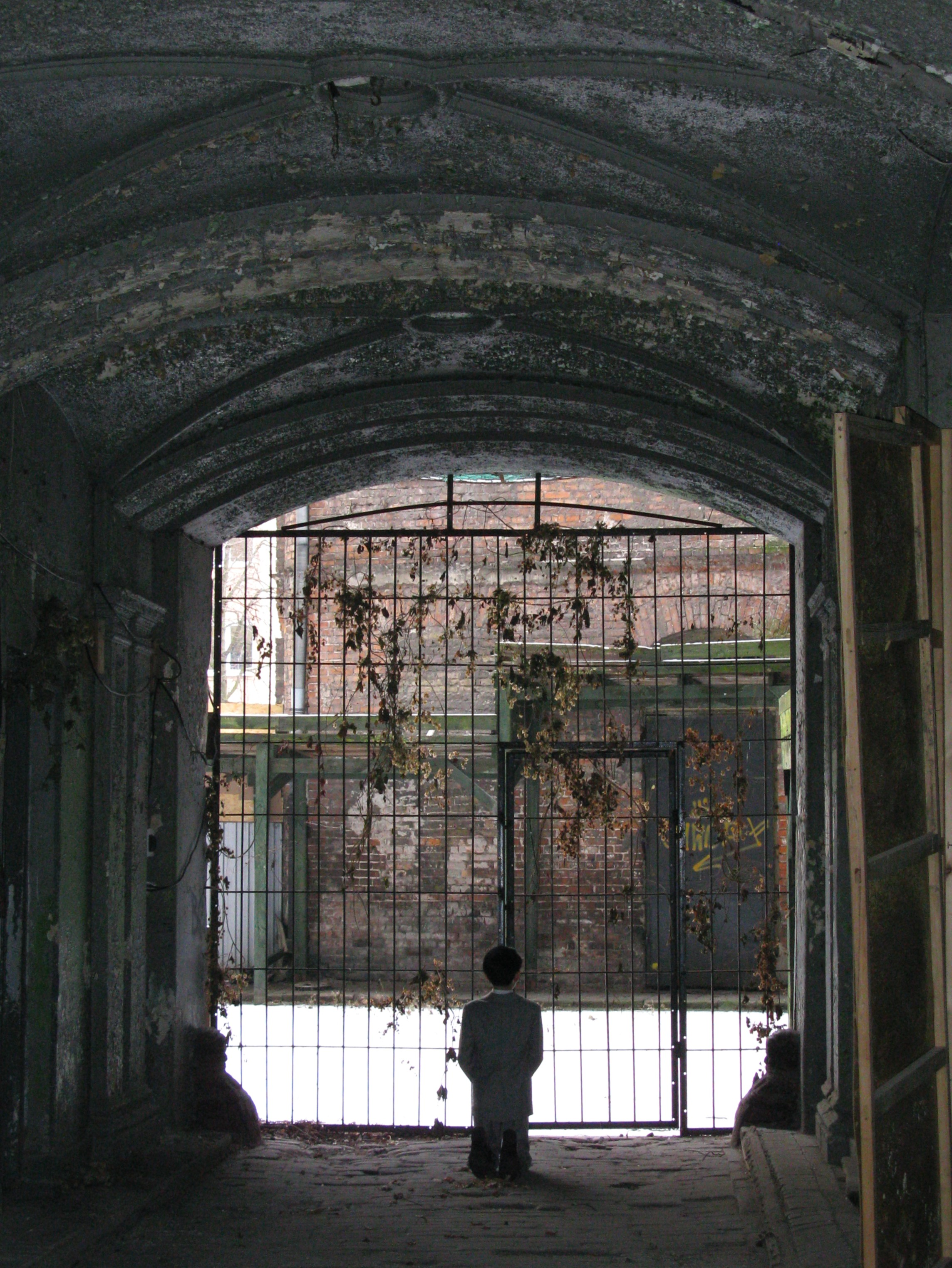
HIM, rzeźba Maurizio Cattelana przedstawiająca modlącego się na klęczkach Adolfa Hitlera, eksponowana w sieni kamienicy przy ul. Próżnej 14 w Warszawie

Hitler urodził się i dorastał w rodzinie katolickiej, ale niezbyt pobożnej. Został bierzmowany 22 maja 1904, śpiewał także w chórze prowadzonym przez zakonników. Po opuszczeniu domu rodzinnego nigdy nie uczęszczał na msze, ani też nie przyjmował katolickich sakramentów. Istnieją jednak fotografie, świadczące o tym, że Hitler nie zerwał więzi z Kościołem katolickim (m.in. Hitler wychodzący z kościoła w Wilhelmshaven). W publicznych wystąpieniach, zwłaszcza w początkowym okresie działalności, Hitler często pozytywnie wypowiadał się o chrześcijańskiej kulturze Niemiec. Jako polityk często podkreślał swoje przywiązanie do wiary i również media przedstawiały go jako zdeklarowanego katolika.
Według niektórych źródeł, prywatnie odnosił się do religii z niechęcią, aż po wrogość. Christa Schroeder, sekretarka Hitlera, wspomniała w swych wydanych po latach pamiętnikach: „Hitler nie był przywiązany do Kościoła. Uważał religię chrześcijańską za przeżytek, obłudny wynalazek służący do uzależniania ludzi”. Nicolaus von Below, adiutant Hitlera, napisał o postawie religijnej Hitlera w swych wydanych po latach wspomnieniach: „Nigdy nie zauważyłem u niego żadnych oznak pobożności (...)”. Wspominał także, że Hitler wygłaszał publicznie „pogróżki pod adresem Kościołów”. Inny autor twierdzi, że Hitler „bez opanowania dawał się ponosić nienawiści do Żydów, księży, socjaldemokratów, Habsburgów”. Istnienie u Hitlera planu rozprawienia się z chrześcijaństwem potwierdza Werner Maser, który przytacza jego słowa na ten temat. Stwierdził on mianowicie, że jeśli chodzi o Kościół katolicki, to pewnego dnia trzeba będzie „wytrzebić go siłą”. Traktował go jako konkurenta, ale jednocześnie realną siłę, z którą tymczasowo należy się liczyć – stały za nim bowiem znaczące warstwy niemieckiego społeczeństwa. Plany Hitlera dotyczące rozprawienia się z religią potwierdza również były dygnitarz hitlerowski, Hermann Rauschning, który wspominał pewną wypowiedź Hitlera na temat Kościoła i masonerii. Hitler miał powiedzieć: „Teraz my jesteśmy najsilniejsi i dlatego usuniemy jednych i drugich, zarówno Kościół, jak i masonerię”. Pomimo przytoczonych wypowiedzi, Hitler usilnie starał się o poparcie chrześcijan, a w szczególności niemieckich katolików. W tym celu podejmował przyjazne gesty względem Watykanu oraz zawiązał przejściowe sojusze z umiarkowanymi politykami konserwatywnymi, reprezentującymi stronnictwa katolickie.
Jeszcze inni autorzy przywołują wypowiedzi Hitlera (w tym prywatne), w których mówił on, że jest katolikiem i w pozytywnym kontekście odwoływał się do postaci Jezusa Chrystusa. Wielokrotnie mówił również, że jest osobą wierzącą w Boga. W 1933 roku publicznie potępił ateizm. W trakcie jego rządów doprowadzono do delegalizacji ruchów ateistycznych i wolnomyślicielskich, a działalność tego typu została zakazana. Jedną ze zdelegalizowanych organizacji była skupiającą pół miliona członków Niemiecka Liga Wolnomyślicielska. Hitler chwalił się potem całkowitym „wytępieniem” ruchu ateistycznego.
Problematyczne jest określenie, co Hitler rozumiał pod pojęciem opatrzności, przykładowo w Mein Kampf twierdził, że misją powierzoną przez Boga Niemcom jest wzrost naszej rasy i naszego narodu. Allan Bullock uważał, że Hitler odwoływał się do Opatrzności w celach propagandowych, by uzyskać poparcie, Longerich Peter uważa, że pewnym jest, że odwołania do opatrzności służyły w walce z wpływami Kościoła, a nie realnej wiary. Niektórzy współpracownicy Hitlera określali go jako ateistę, przykładowo Otto Strasser ateizm Hitlera podał jako powód odejścia z NSDAP: „Jesteśmy Chrześcijanami: bez Chrześcijaństwa Europa jest stracona. Hitler jest ateistą”. Ian Kershaw stwierdził, że Hitlera można nazwać ateistą, zaś inny historyk Jeffrey Burton Russell wprost nazywa Hitlera ateistą.
Istnieje wiele wypowiedzi Hitlera w których używa terminu Opatrzność, bowiem wolał ten termin od słowa Bóg. Jego bóg ma wiele cech wspólnych z cechami boga chrześcijańskiego. Hitler zaś dzięki swoim szczególnym stosunkom z nieustannie przywoływaną w przemówieniach Opatrznością gra rolę niewiele różniącą się od roli nowego mesjasza, który został powołany przez Boga na wodza (Führera) narodu niemieckiego. To co stoi w sprzeczności z prawami natury nie może pochodzić od Boga – twierdził Hitler.
Jednym z mistrzów życia duchowego był dla Hitlera Schopenhauer, który uważał, że chrześcijaństwo jako światopogląd nie jest tworem Objawienia, lecz zostało zmontowane z koncepcji starożytnych religii pogańskich, indyjskich, egipskich i wschodnich, zwłaszcza buddyzmu. Jeden z biografów dyktatora, były dygnitarz hitlerowski, w swych wspomnieniach opisał stosunek Hitlera do Opatrzności: „Gdzie jednak jest Bóg, o którym wielokrotnie wspomina w swoich tyradach Hitler, nazywając go Opatrznością i Wszechmogącym? Bóg to człowiek piękny, człowiek boski, (...). Bóg to sam Hitler”. Ponadto Hitler wierzył w idee Arthura de Gobineau, mówiące o międzyrasowej walce o przetrwanie. Gobineau opisał rasę aryjską jako tę, którą Opatrzność wybrała do niesienia pochodni cywilizacji. W koncepcji Hitlera Żydzi byli wrogami wszelkiej cywilizacji.
Publicznie, kwestie religijne traktował w sposób instrumentalny, użyteczny dla swej polityki. Chwalił chrześcijańskie dziedzictwo, niemiecką kulturę chrześcijańską i wiarę w Jezusa Chrystusa. Jednocześnie w swoich przemówieniach i publikacjach podkreślał, że chrześcijaństwo jest jego główną motywacją do antysemityzmu. Oznajmił też, że: „Jako chrześcijanin nie mam powinności do bycia oszukiwanym, ale mam powinność do bycia wojownikiem o prawdę i sprawiedliwość”. Mało tego, Hitler uznawał, że sam Jezus Chrystus był antysemitą. Dowodem na takie przekonania Jezusa miał być fragment z Jana 8:44, w którym miał on powiedzieć Żydom, że ich ojciec jest diabłem. Hitler jako teoretyk niemieckiego faszyzmu zaadaptował do swoich celów część elementów teologii chrześcijańskiej, które naziści wykorzystywali w realizacji bieżących celów politycznych. Wódz III Rzeszy w jednym z wystąpień przyznał, że wiece nazistów były inspirowane rytuałami katolickimi, które obserwował w dzieciństwie.
Co więcej, na potrzeby nazizmu został stworzony specjalnie spreparowany system wierzeń, oparty na terminologii chrześcijańskiej – tzw. „pozytywne chrześcijaństwo”. Został on oczyszczony z wszelkich obiekcji, jakie Hitler wysuwał wobec chrześcijaństwa, a Jezus przedstawiany był w nim jako bojownik antyżydowski. W SS promowany był ideał Niemca wierzącego w Boga, ale oderwanego od konkretnego wyznania. Hitler często wyrażał się w duchu fałszywie pojmowanego darwinizmu: „Wyższa rasa podporządkowuje sobie niższą rasę... prawo, które widzimy w naturze, i które możemy uważać za jedyne wyobrażalne prawo.”; „Wyzwoliłem Niemcy od głupich i poniżających mitów sumienia i moralności... Wyszkolimy młodych ludzi, przed którymi świat będzie drżał. Chcę młodych ludzi zdolnych do przemocy – władczych, nieustępliwych i okrutnych.”.
Spośród wyznań chrześcijańskich Hitler faworyzował protestantyzm, który jest najbardziej otwarty na reinterpretację. W odróżnieniu od niektórych prominentów nazistowskich nie skłaniał się ku wierzeniom ezoterycznym, neopogaństwu i okultyzmowi. Wyśmiał je w „Mein Kampf”. Wyrażał uznanie dla islamskiej tradycji militarnej. W prywatnej rozmowie z osobą zaufaną miał wyrazić opinię:
Religia mahometańska pasowałaby do nas dużo bardziej niż chrześcijaństwo. Dlaczego musiało to być chrześcijaństwo z jego potulnością i słabością...”.

### Okres po dojściu do władzy
30 stycznia 1933, dzięki poparciu sfer konserwatywnych, większości generalicji i czołowych przedstawicieli przemysłu i finansjery, został kanclerzem Republiki Weimarskiej (powołany na to stanowisko przez prezydenta Paula von Hindenburga) i stanął na czele koalicyjnego rządu „jedności narodowej”. W skład gabinetu, w założeniach mającego na celu przywrócenie porządku w pogrążonych w kryzysie Niemczech, znalazło się tylko trzech członków NSDAP: sam Hitler, minister spraw wewnętrznych Wilhelm Frick i minister bez teki Hermann Göring. Formalnoprawnie nic się jeszcze nie stało. Nie było to żadne „zagarnięcie władzy” (niem. Machtergreifung), jak później ten dzień określała nazistowska propaganda. Zostawszy kanclerzem, Hitler nie otrzymał jeszcze nieograniczonej władzy nad krajem. Po pierwsze, tylko Reichstag mógł uchwalać ustawy w Niemczech, a partia Hitlera nie miała w nim wymaganej większości. Po drugie, w samej partii istniała opozycja wobec Hitlera w postaci SA i ich przywódcy Ernsta Röhma. I wreszcie po trzecie, głową państwa był prezydent Hindenburg, a kanclerz Hitler był tylko szefem narodowo-konserwatywnego rządu z dwoma nazistowskimi ministrami, kontrolowanymi przez mającą większość w rządzie Niemiecką Narodową Partię Ludową (niem. Deutschnationale Volkspartei, DNVP). Jednak w ciągu półtora roku Hitler usunął wszystkie te przeszkody i stał się nieograniczonym dyktatorem.
27 lutego 1933, niecały miesiąc po tym, jak Hitler został mianowany kanclerzem, w budynku Reichstagu wybuchł pożar. Według oficjalnej wersji podpalenia dokonał holenderski komunista Marinus van der Lubbe, który został schwytany podczas gaszenia pożaru. Okoliczności te do dziś pozostają nieznane. Choć historycy nie są absolutnie przekonani, kto tak naprawdę stał za podpaleniem Reichstagu, większość zdaje się skłaniać ku tezie, iż zdarzenie to zostało zaaranżowane lub zainspirowane przez samych nazistów. Niezależnie jednak od rzeczywistych przyczyn pożaru, niewątpliwie był on wydarzeniem korzystnym dla nazistów, gdyż mógł posłużyć jako pretekst do dalej idących prześladowań przeciwników politycznych. Hitler ogłosił, że pożar był w rzeczywistości częścią spisku partii komunistycznej mającego na celu przejęcie władzy w Niemczech. Udało mu się przekonać prezydenta Hindenburga, aby ten w obliczu zagrożenia państwa przez komunistów podpisał dekret „O ochronie narodu i państwa” (niem. Verordnung zum Schutz von Volk und Staat) – dokument wszedł w życie 28 lutego i dawał szerokie pełnomocnictwa władzy wykonawczej, faktycznie zawieszając prawa obywatelskie i konstytucję Republiki Weimarskiej. Dekret zniósł wolność słowa, prasy i zgromadzeń, zezwalał na cenzurę korespondencji i zakładanie podsłuchów rozmów telefonicznych, a także przewidywał zatrzymanie bez procesu sądowego w ramach tzw. „aresztu prewencyjnego”, przygotowując grunt pod przejęcie przez Hitlera pełni władzy w kraju.
5 marca 1933 w wyborach do Reichstagu NSDAP, będąca w koalicji z DNVP, wygrała wybory parlamentarne z wynikiem 43,9% głosów (288 na 647 miejsc w parlamencie). Kampania poprzedzająca wybory odbyła się przy szeregu naruszeń: zamknięto 20 gazet i rozpędzano wiece katolickiej Niemieckiej Partii Centrum, aresztowano Ernsta Thälmanna i 4000 kolejnych działaczy Komunistycznej Partii Niemiec, szereg działaczy Socjaldemokratycznej Partii Niemiec zmuszono do działania w podziemiu. Prawidłowość samego procesu głosowania monitorowana była w samych Prusach przez 50 tys. funkcjonariuszy SS, SA i Stahlhelmu. 15 marca, podczas hucznej ceremonii propagandowej przy grobie króla pruskiego Fryderyka II Wielkiego w Poczdamie Hitler ogłosił powstanie III Rzeszy, której obiecał „tysiącletnie panowanie”. Następnie Hitler, dzięki wspomnianemu wyżej dekretowi prezydenta Rzeszy wydanemu po pożarze budynku Reichstagu, zastraszając przeciwników politycznych i opozycję, doprowadził do uchwalenia 23 marca przez Reichstag nowej kadencji „Ustawy o zabezpieczeniu narodu i państwa przed nieszczęściem” (niem. Gesetz zur Behebung der Not von Volk und Reich), zwanej w niemieckiej historiografii ustawą o pełnomocnictwach (niem. Ermächtigungsgesetz). Zaowocowało to w praktyce przekazaniem Hitlerowi pełni władzy w ten sposób, że wspomnianą ustawą parlament przekazywał rządowi Rzeszy kierowanemu przez Hitlera uprawnienia do uchwalania ustaw (wcześniej mógł to robić tylko Reichstag), zaś artykuł 2 ustawy o pełnomocnictwach stanowił wprost, że ustawy wydane w ten sposób mogą odbiegać od konstytucji weimarskiej. Nie czekając nawet na uchwalenie ustawy o pełnomocnictwach, 22 marca naziści otworzyli w Dachau pierwszy stały obóz koncentracyjny pod kierownictwem Heinricha Himmlera. Głównym celem obozów koncentracyjnych było mordowanie lub zastraszanie przywódców ruchów politycznych, społecznych i kulturalnych, które naziści uważali za zagrożenie dla reżimu (Żydzi, homoseksualiści, niektórzy księża, Cyganie, Świadkowie Jehowy, szeroko rozumiani antyhitlerowcy oraz komuniści i socjaldemokraci). Później, w czasie wojny, obozy te zapełniły się także więźniami z terenów okupowanych.
5 maja Hitler doprowadził do rozbicia Wolnych Związków Zawodowych. „Skoncentrowane” finansowanie partii w znacznym stopniu przejęła utworzona w tym celu 1 czerwca przez wielkich przemysłowców Fundacja Gospodarki Niemiec Adolfa Hitlera (niem. Adolf-Hitler-Spende der deutschen Wirtschaft). Faktyczny monopol polityczny NSDAP został ostatecznie potwierdzony przyjęciem 14 lipca 1933 „Ustawy o zakazie tworzenia nowych partii politycznych” (niem. Gesetz gegen die Neubildung von Parteien), na mocy której zakazano działalności wszystkich, poza NSDAP, partii politycznych. Władza Hitlera ugruntowała się na dobre po przeprowadzonych 12 listopada wyborach parlamentarnych, w których partia nazistowska zdobyła 92,2% głosów i wszystkie miejsca w Reichstagu. Chociaż odbywały się one w atmosferze terroru i zastraszania przeciwników politycznych, to jednak, jak pisze najbardziej znany biograf Hitlera, brytyjski historyk Ian Kershaw, naziści nie musieli się uciekać do fałszowania ich wyników. Hitler naprawdę cieszył się poparciem większości niemieckiego społeczeństwa. Kult Hitlera stał się wszechobecny w życiu codziennym i znalazł wyraz np. w przemianowaniu na jego cześć wielu ulic i placów. Rzeczywiste lub domniemane sukcesy reżimu – likwidacja masowego bezrobocia, obalenie traktatu wersalskiego i konsolidacja polityki wewnętrznej – powszechnie przypisywano samemu Hitlerowi. 
Po śmierci Hindenburga 2 sierpnia 1934 nie przeprowadził nowych wyborów prezydenckich, uznając, że urząd prezydenta został zawieszony. Na mocy przyjętej dzień wcześniej, 1 sierpnia 1934 „Ustawy o głowie państwa w Rzeszy Niemieckiej” (niem. Gesetz über das Staatsoberhaupt des Deutschen Reiches), połączył urzędy prezydenta i kanclerza, przejmując ich kompetencje jako Wódz i Kanclerz Rzeszy (niem. Der Führer und Reichskanzler) oraz został wodzem naczelnym Reichswehry.
Po uzyskaniu pełni władzy podjął działania w polityce zagranicznej Niemiec, zmierzające do uspokojenia opinii światowej. W tym celu zastosował gesty pojednawcze i propagandowe, mające na celu ukazanie pokojowego stylu sprawowania władzy. W maju 1933 wygłosił w Reichstagu wielką przemowę pokojową, w tym samym miesiącu przedłużył porozumienie z ZSRR (tzw. Układ w Rapallo z 1922). Pragnąc zaprezentować się jako zwolennik Kościoła, doprowadził w lipcu 1933 do podpisania konkordatu z Watykanem – w cztery lata później, 15 marca 1937, papież Pius XI potępił nazizm w encyklice „Mit brennender Sorge” (pol. z palącą troską). W styczniu 1934 doprowadził do podpisania pomiędzy Polską i Niemcami układu o niestosowaniu przemocy (tzw. układ o nieagresji), proponując jednocześnie podobne porozumienia dwustronne z Francją i Czechosłowacją – w tym czasie prowadził już niejawne przygotowania do następnej wojny. Nie chcąc być związanym zobowiązaniami międzynarodowymi, w październiku 1933 podjął decyzję o wystąpieniu Niemiec z Ligi Narodów.
W 1934 bezwzględnie rozprawił się z opozycją w łonie SA oraz innymi przeciwnikami politycznymi. Podczas tzw. nocy długich noży z 29 na 30 czerwca zamordowano około 400 osób, oskarżonych potem o przygotowywanie zamachu stanu, w tym najbardziej zagrażających hitlerowskim planom hegemonii politycznej Ernsta Röhma i poprzedniego kanclerza Kurta von Schleichera.
Od chwili objęcia władzy w 1933, Hitler pogłębiał nazyfikację struktur państwowych i totalitarną kontrolę nad jednostką. W tym celu zaczął przeprowadzać uniformizację, tzw. „ujednolicenie” (niem. Gleichschaltung) wszystkich dziedzin życia społecznego, politycznego i kulturalnego. W związku z tym procesem Hitler m.in. zlikwidował autonomię krajów związkowych Niemiec, wprowadził też nowy podział administracyjny kraju na okręgi (niem. Gau), gdzie władzę sprawowali miejscowi namiestnicy NSDAP. Proces unifikacji zgodnej z doktryną narodowego socjalizmu obejmował także związki wyznaniowe, nad którymi naziści próbowali zacieśniać kontrolę państwa – głównie dotyczyło to dominujących w Niemczech wyznań protestantyzmu i katolicyzmu. Różna sytuacja tych kościołów spowodowała, iż zastosowano wobec nich odmienne środki nacisku. Ujednolicenie objęło w różnym stopniu sferę kultury i życia społecznego – m.in. 30 stycznia 1937 Hitler zakazał przyjmowania przez Niemców Nagrody Nobla ustanawiając jej nazistowską wersję – „Niemiecką Nagrodę Narodową w Dziedzinie Nauki i Sztuki”. Jako pierwszy został nią wyróżniony przez Hitlera niemiecki konstruktor Ferdinand Porsche.
W drugiej połowie lat 30. Hitler doprowadził do podpisania szeregu sojuszy międzynarodowych umacniających reżim nazistowski, 25 listopada 1936 doszło do podpisania paktu antykominternowskiego wymierzonego w komunistyczny Komintern, choć rzeczywisty charakter tego porozumienia miał cechy sojuszu polityczno-gospodarczego państw aspirujących do władzy nad światem. Kolejnym porozumieniem był zawarty 22 maja 1939 pakt stalowy i jego rozszerzenie z 27 września 1940, pakt berliński – od tego momentu jego sygnatariusze, Niemcy, Włochy i Japonia, tworzyli faktyczny sojusz zwany państwami osi, działający w latach 1940–1945.
W okresie 1934–1937 naziści przeprowadzili szereg prywatyzacji, sprywatyzowali m.in. firmy kolejowe, stoczniowe, hutnicze, górnicze, banki czy municypalne zakłady użyteczności publicznej. Chociaż prywatyzowali własność publiczną i usługi, jednocześnie zwiększali kontrolę państwa nad gospodarką.
Adolf Hitler otrzymał tytuł Człowieka Roku 1938 tygodnika „Time”.

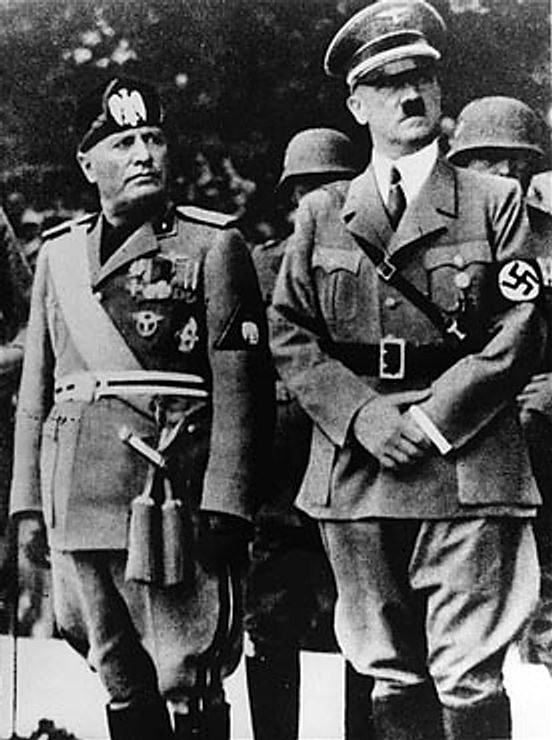
Benito Mussolini i Adolf Hitler

### Polityka zagraniczna w latach 30.
Hitler rozpoczął politykę zbrojeń i „pokojowych podbojów”. 16 marca 1935 wprowadził powszechny obowiązek służby wojskowej w nowo utworzonych siłach zbrojnych – Wehrmachcie. 7 marca 1936 zerwał traktat lokarneński remilitaryzując Nadrenię. 12 marca 1938 doprowadził do przyłączenia Austrii do Niemiec (Anschluss). Pozorując działania pokojowe, 18 września 1938 na zjeździe NSDAP w Norymberdze, potwierdził uznanie granic z Polską i Francją za ostateczne. Uległe wobec jego żądań Francja i Wielka Brytania udzieliły zgody 29 września 1938, na mocy postanowień układu monachijskiego, na zajęcie Kraju Sudetów w październiku 1938. W konsekwencji spowodowało to w 1939 rozbiór Czechosłowacji i utworzenie przez Hitlera 16 marca 1939 protektoratu Czech i Moraw. W tydzień później, 22 marca 1939, Hitler zmusił Litwę do przekazania Niemcom okręgu Kłajpedy.

W marcu 1939 rozkazał ostateczne opracowanie planów agresji na Polskę, znanych jako Fall Weiss. Wcześniej, w lutym 1939, przejął osobiście dowództwo nad niemieckimi siłami zbrojnymi. 11 kwietnia zaakceptował plan „Fall Weiss”, 28 kwietnia 1939 Hitler wygłosił słynne przemówienie w Reichstagu, w którym otwarcie ogłosił plany uzyskania przez Niemcy „przestrzeni życiowej” na wschodzie (niem. Lebensraum), nazwał twórców systemu wersalskiego „podżegaczami wojennymi”, ogłosił jednostronne anulowanie niemiecko-brytyjskiego układu morskiego z 1935, powtórzył „ostateczne” żądania wobec państwa polskiego (m.in. sprawa tzw. korytarza gdańskiego) – oraz stwierdził, iż polsko-niemiecki pakt o nieagresji z 1934 stracił swoją moc, gdyż rzekomo został „jednostronnie pogwałcony przez Polskę i wobec tego nieobowiązujący”, mimo iż jeszcze 4 stycznia 1939 w Berlinie, w rozmowie z polskim ministrem spraw zagranicznych Józefem Beckiem, zaproponował przedłużenie paktu o 25 lat, uzależniając to jednak od zgody Polski na budowę eksterytorialnej autostrady z niemieckiego Pomorza na zachodzie do Prus Wschodnich, przebiegającej przez polskie ziemie.

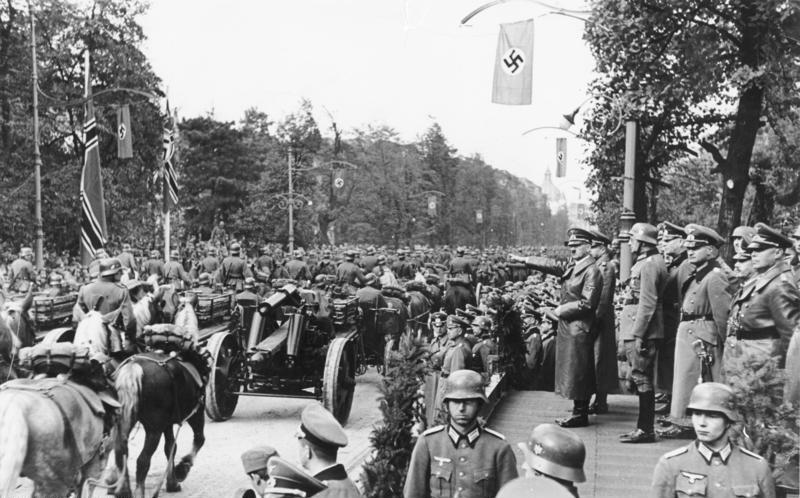
Adolf Hitler odbierający defiladę Wehrmachtu w Al. Ujazdowskich w Warszawie 5 października 1939

Hitler przez cały 1939 zgłaszał pretensje do Gdańska, domagając się likwidacji polskich uprawnień do tego miasta gwarantowanych przez Ligę Narodów. 7 lipca adiutantem Hitlera został kpt. marynarki Albrecht, który zastąpił kpt. Widemanna. 23 sierpnia 1939 z jego inicjatywy podpisano układ ze Związkiem Radzieckim, znany jako pakt Ribbentrop-Mołotow. Był to faktyczny wstęp do II wojny światowej. Wykonując założenia paktu, 1 września 1939 wojska niemieckie zaatakowały Polskę wkraczając na jej terytorium bez wcześniejszego wypowiedzenia wojny. Działania te zgodnie z przewidywaniami Hitlera nie pociągnęły za sobą reakcji zbrojnej Francji i Wielkiej Brytanii. Państwa te poprzestały na wypowiedzeniu 3 września wojny III Rzeszy, ograniczając się do pozorowanej demonstracji siły w strefach przygranicznych, rozpoczynając okres tzw. dziwnej wojny.

### Sytuacja Żydów i „Ostateczne rozwiązanie kwestii żydowskiej”

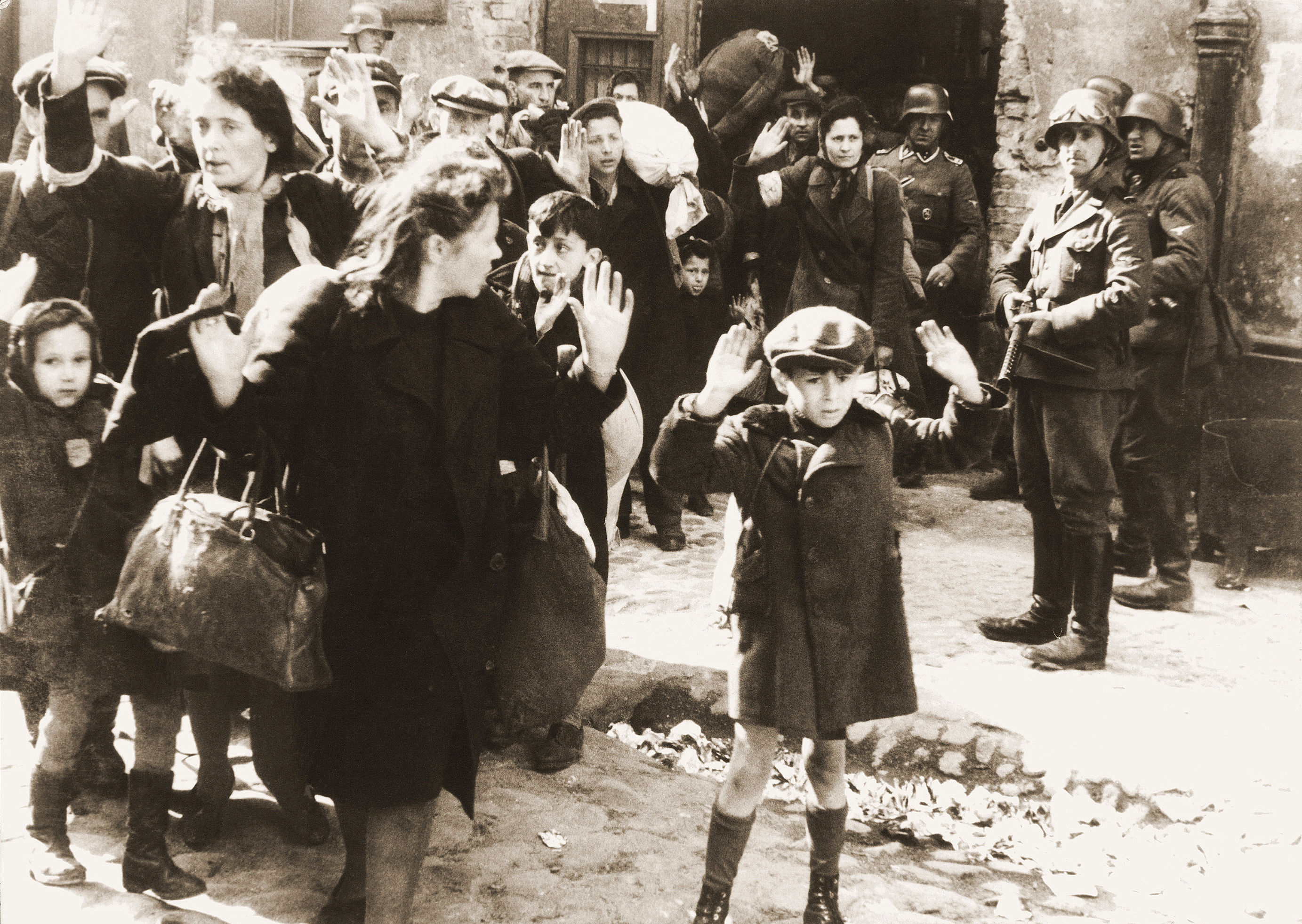
Pojmani przez SS Żydzi w trakcie powstania w getcie warszawskim, kwiecień 1943

Na terenach kontrolowanych przez państwo Adolfa Hitlera odbyła się akcja planowej zagłady Żydów w terminologii nazistowskiej zwana ostatecznym rozwiązaniem kwestii żydowskiej (niem. Endlösung der Judenfrage), która jako całość prześladowań i eksterminacji tego narodu określana jest mianem Holocaust. W wyniku tej polityki wymordowano 5,5-6 milionów Żydów. Doprowadził do podpisania dyskryminujących Żydów ustaw norymberskich 15 września 1935, czego dalekim skutkiem były masowe pogromy mniejszości żydowskiej w Niemczech, określane jako noc kryształowa (niem. Kristallnacht) z 9 i 10 listopada 1938.

### Polityka rasowa, eksterminacje i germanizacja
Oprócz Żydów, Hitler dążył do usunięcia również Cyganów (zob. Porajmos), jako tzw. podludzi (niem. Untermenschen), a także izolacji i wyniszczenia niemieckich homoseksualistów (zob. Sytuacja homoseksualistów w III Rzeszy). Do zbrodni nazistowskich, do których zachęcał i które aprobował Hitler, należą także akcje mordowania ludzi z różnych względów uznanych przez niemiecką eugenikę za „bezwartościowych”, przeprowadzane m.in. pod kryptonimem Akcja T4. Wszczął programy masowych mordów np. na osobach nieuleczalnie chorych, chorych psychicznie, niedorozwiniętych, kalekich. Planowano usunąć około 51 milionów Słowian zamieszkujących Europę Środkowo-Wschodnią poprzez eksterminacje czy przesiedlenia na wschód, głównie na Syberię (zgodnie z tak zwanym Generalnym Planem Wschodnim, niem. Generalplan Ost). Zakładano też germanizację elementów określanych przez pseudonaukowe wytyczne niemieckiej teorii rasowej jako „wartościowe rasowo”.

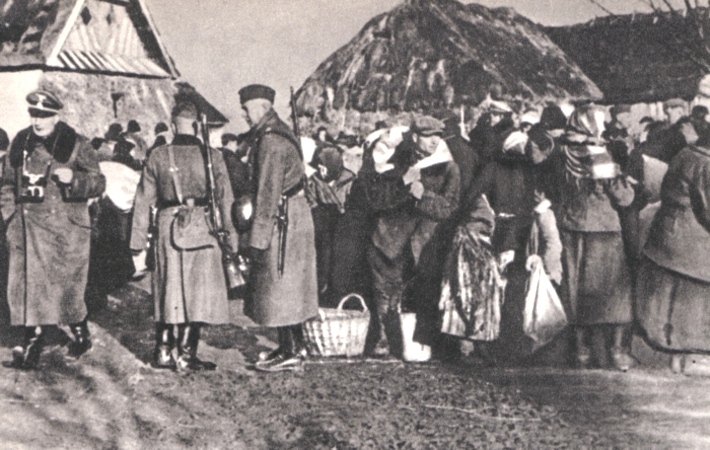
Polscy rolnicy wysiedlani z Zamojszczyzny, zima 1942/1943

Plan ten składał się z dwóch części, tzw. Mały Plan (niem. Kleine Planung), który przewidywał wymordowanie całej polskiej elity i inteligencji – został w większości zrealizowany na terytorium Polski (zob. Intelligenzaktion). Natomiast druga część, tzw. Duży Plan (niem. Grosse Planung), została zapoczątkowana wielką akcją przesiedleńczą na Zamojszczyźnie, jednak wskutek sprzeciwu polskiego ruchu oporu, podczas powstania zamojskiego, Duży Plan nie został zrealizowany do końca – tym samym główne plany przesiedleńcze przesunięto na okres powojenny. Istniały różne wersje Generalnego Planu Wschodniego, np. jedna z nich przewidywała realizację projektu autorstwa nazistowskiego architekta Huberta Grossa, który opracował plany zburzenia 95% powierzchni zabudowanej Warszawy i wybudowania w tym miejscu tzw. „Nowego niemieckiego miasta Warszawa” (niem. Die neue deutsche Stadt Warschau) oraz włączenia do niego Planu Pabsta – w miejscu Zamku Królewskiego w Warszawie zamierzano wybudować nazistowską Halę Ludową (niem. Volkshalle). Plany niemieckie odnośnie do Warszawy (m.in. grabież dzieł sztuki i zniszczenie Zamku Królewskiego) Hitler zaaprobował osobiście 4 października 1939 w Berlinie.
Kolejnym elementem planu była zinstytucjonalizowana akcja rabunku dzieci (w jej ramach także akcja specjalna Heuaktion, podczas której pochwycono dzieci i młodzież także z terytoriów dzisiejszych Białorusi i Ukrainy), praktycznie realizowana na wschodnich terytoriach okupowanych wobec różnych narodów, największe straty poniosła Polska. Trudne szacunki liczebne wywózek polskich dzieci, opracowane na podstawie ocalałych archiwów niemieckich i zeznań funkcjonariuszy jednego z głównych wykonawców akcji rabunku dzieci, towarzystwa Lebensborn mówią o dziesiątkach tysięcy, zwłaszcza małych dzieci i niemowląt. Historycy zajmujący się tym tematem oceniają liczbę dzieci poddanych przymusowym przesiedleniom i germanizacji w ramach programu rabunku dzieci na ok. 200 000.

### Okres końcowy

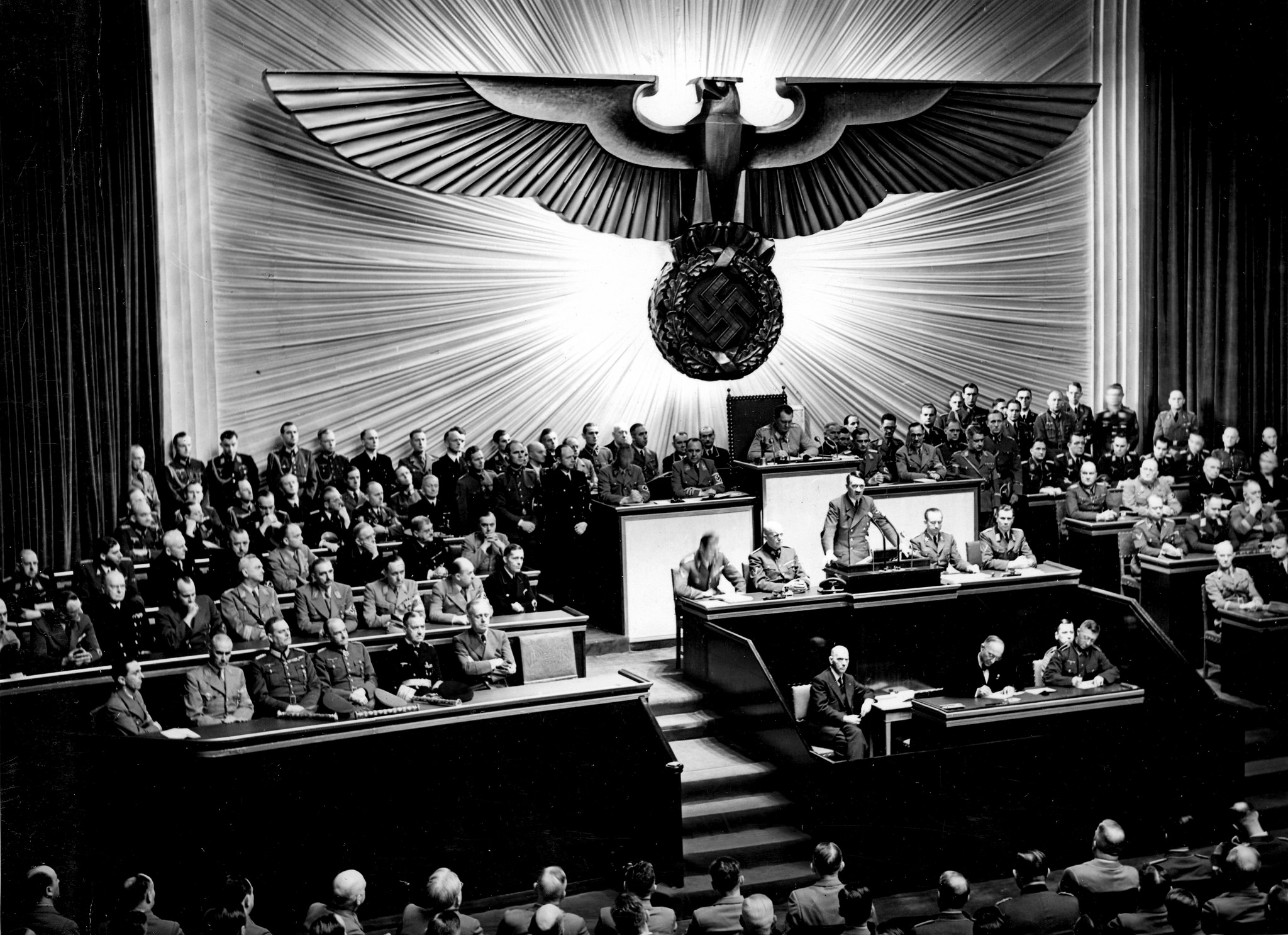
Hitler w trakcie przemówienia w Krolloper, która pełniła funkcję Reichstagu, 11 grudnia 1941 (prawdziwy Reichstag spłonął w 1933)

W wyniku działań wojennych przez pewien czas znaczna część Europy znalazła się pod panowaniem niemieckim. W 1941 zdecydował się na uderzenie na ZSRR – niemiecka armia przystąpiła do realizacji planu Barbarossa. Po przegranej bitwie pod Moskwą (grudzień 1941) przejął osobiste dowództwo nad kampanią wschodnią i w efekcie kierowania się względami ideologicznymi bardziej niż militarnymi doprowadził do klęski armii niemieckiej w wojnie z ZSRR.
W latach 1943–1944 skoncentrowane uderzenia alianckie odebrały III Rzeszy inicjatywę na wszystkich frontach. Po rozpoczętym przez aliantów 6 czerwca 1944 lądowaniu w Normandii, Hitler nie mógł się zdecydować na konkretny wariant obrony, nie odpowiadał mu zarówno plan Erwina Rommla, jak i Gerda von Rundstedta. W konsekwencji armia niemiecka utraciła szansę na skuteczną obronę Normandii, a 17 czerwca 1944 Hitler oskarżył generałów i Wehrmacht o tchórzostwo.
Do końca wojny liczył na skonstruowanie przez naukowców niemieckich, a następnie wprowadzenie do masowej produkcji „cudownej broni” (niem. Wunderwaffe), która pozwoliłaby mu zmienić losy wojny – wiązał duże nadzieje z pociskami rakietowymi V1 i V2, jednak jego oczekiwania w tej mierze nie sprawdziły się, gdyż „Wunderwaffe” pojawiły się zbyt późno i w zbyt małej liczbie. W obliczu zbliżającej się klęski Niemiec 20 lipca 1944 grupa spiskowców z Clausem von Stauffenbergiem na czele dokonała w Wilczym Szańcu nieudanego zamachu na życie Hitlera.
W 1945, wobec nieuchronnej klęski III Rzeszy, Adolf Hitler pozbawił przywilejów i stanowisk przywódców nazistowskich, których uważał za zaufanych (Himmlera i Göringa) – za próbę porozumienia się z aliantami. 29 kwietnia 1945 w swoim testamencie politycznym Hitler pozbawił Himmlera członkostwa w NSDAP. Göring został uznany przez Hitlera za zdrajcę, gdy 23 kwietnia 1945 zadeklarował gotowość zastąpienia Hitlera i podjęcia negocjacji z aliantami – z polecenia Hitlera został pozbawiony wszystkich stopni wojskowych, wyrzucony z partii nazistowskiej, a następnie aresztowany przez SS 25 kwietnia 1945. Hitler wydał również 27 kwietnia 1945 rozkaz zamordowania Göringa, jego żony i córki – jednak oficer SS Bernhard Frank, który polecenie otrzymał, wykorzystując wojenne zamieszanie odmówił jego wykonania.

#### Śmierć

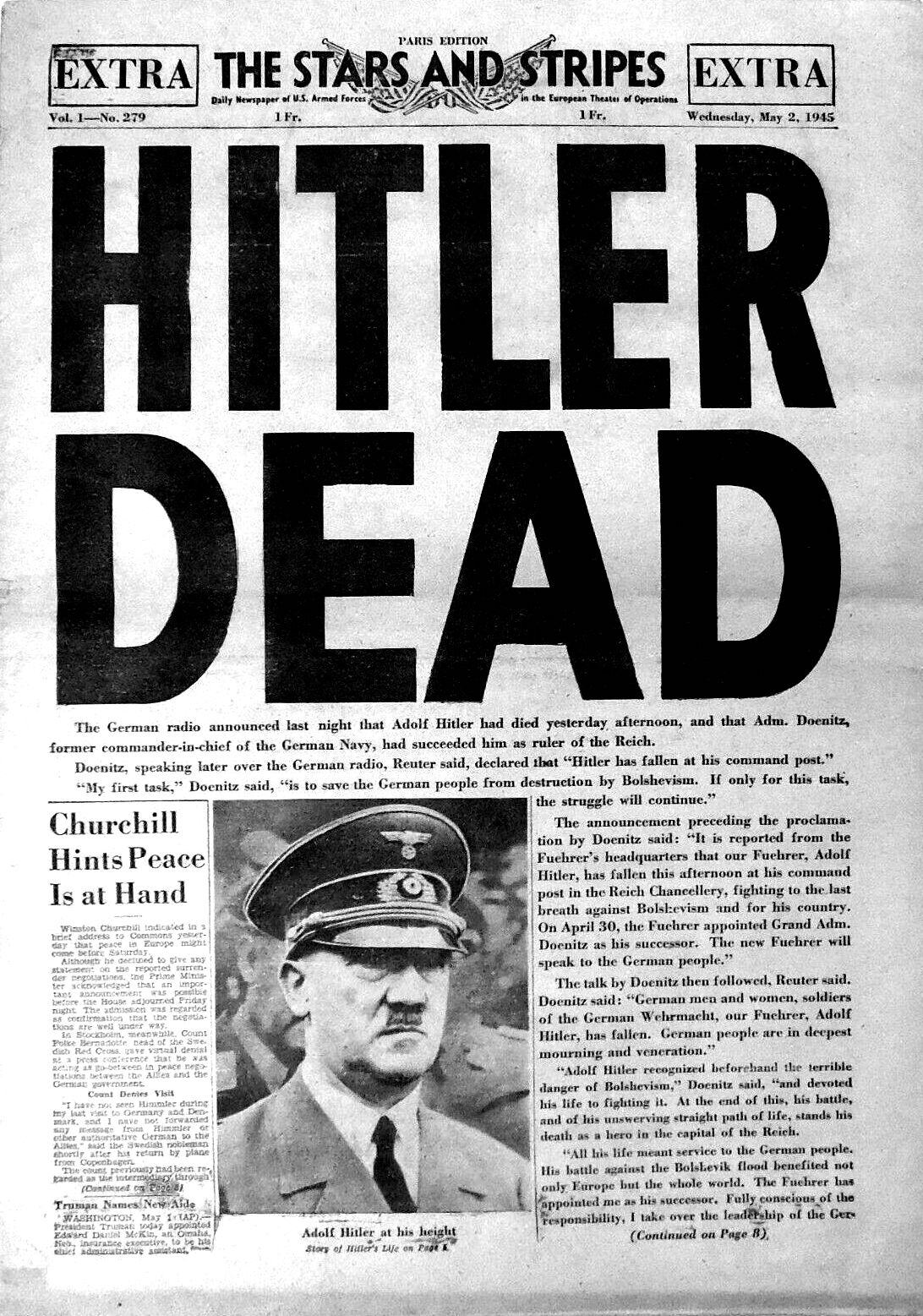
Okładka amerykańskiej gazety z maja 1945

29 kwietnia 1945 roku, dzień przed popełnieniem samobójstwa, dyktator w obecności świadków oraz Waltera Wagnera – notariusza i zarazem radnego dzielnicy Pankow, zawarł cywilny związek małżeński z Evą Braun.
30 kwietnia 1945, podczas oblężenia Berlina, Hitler wraz z poślubioną dzień wcześniej Evą Braun popełnił samobójstwo. Powszechnie przyjmuje się, że uczynił to strzelając z pistoletu w skroń i jednocześnie rozgryzając fiolkę z cyjankiem (niektórzy, głównie sowieccy historycy utrzymują, iż w rzeczywistości został zastrzelony przez swoich adiutantów lub straż przyboczną), w podziemnym schronie pod gmachem Starej Kancelarii Rzeszy w Berlinie (wcześniej, zarządzając w celu zbadania skuteczności trucizny, otrucie swojego psa – Blondi). Miał wtedy 56 lat.
Zwłoki dyktatora i jego małżonki zostały spalone przez esesmanów ze straży przybocznej. Informacje o okolicznościach śmierci i fakt bezspornej identyfikacji odnalezionych w Berlinie przez Rosjan zwłok obojga zostały na wiele lat utajnione, gdyż prawda nie odpowiadała wersji głoszonej przez oficjalną propagandę.
W latach 1946–1949 NKWD prowadziło przesłuchania Ottona Günschego – zastępcy osobistego adiutanta Hitlera oraz Heinza Lingego – ordynansa Hitlera i innych świadków ostatnich chwil w bunkrze pod Kancelarią Rzeszy. Ich zeznania wyjaśniające okoliczności samobójstwa i spalenia zwłok, zostały utajnione i zamknięte w osobistym archiwum Stalina. Po raz pierwszy dostęp do materiałów śledztwa umożliwił Komisji Ideologicznej Komitetu Centralnego KPZR Chruszczow w 1959, ale dopiero po otwarciu archiwum partyjnego w 1991 stały się dostępne dla historyków.
Było to powodem powstania hipotez mówiących, że w rzeczywistości Hitler uciekł z oblężonego Berlina i wyjechał do Argentyny. Przeciwko ich prawdziwości świadczył między innymi fatalny stan psychiczny i fizyczny Hitlera (m.in. w styczniu 1945 stwierdzono u niego chorobę Parkinsona).
Spalone szczątki byłego przywódcy III Rzeszy zostały pogrzebane we wschodnich Niemczech przez agentów KGB, a w 1970 ostatecznie spalone. W 1993 w byłych archiwach radzieckich znaleziono dwa fragmenty czaszki, mające należeć do Hitlera.
9 czerwca 2006 w miejscu, gdzie był schron Führera, odsłonięto tablicę informującą zarówno o budowli, jak i o fakcie popełnienia w tym miejscu samobójstwa przez Hitlera.

## Życie prywatne

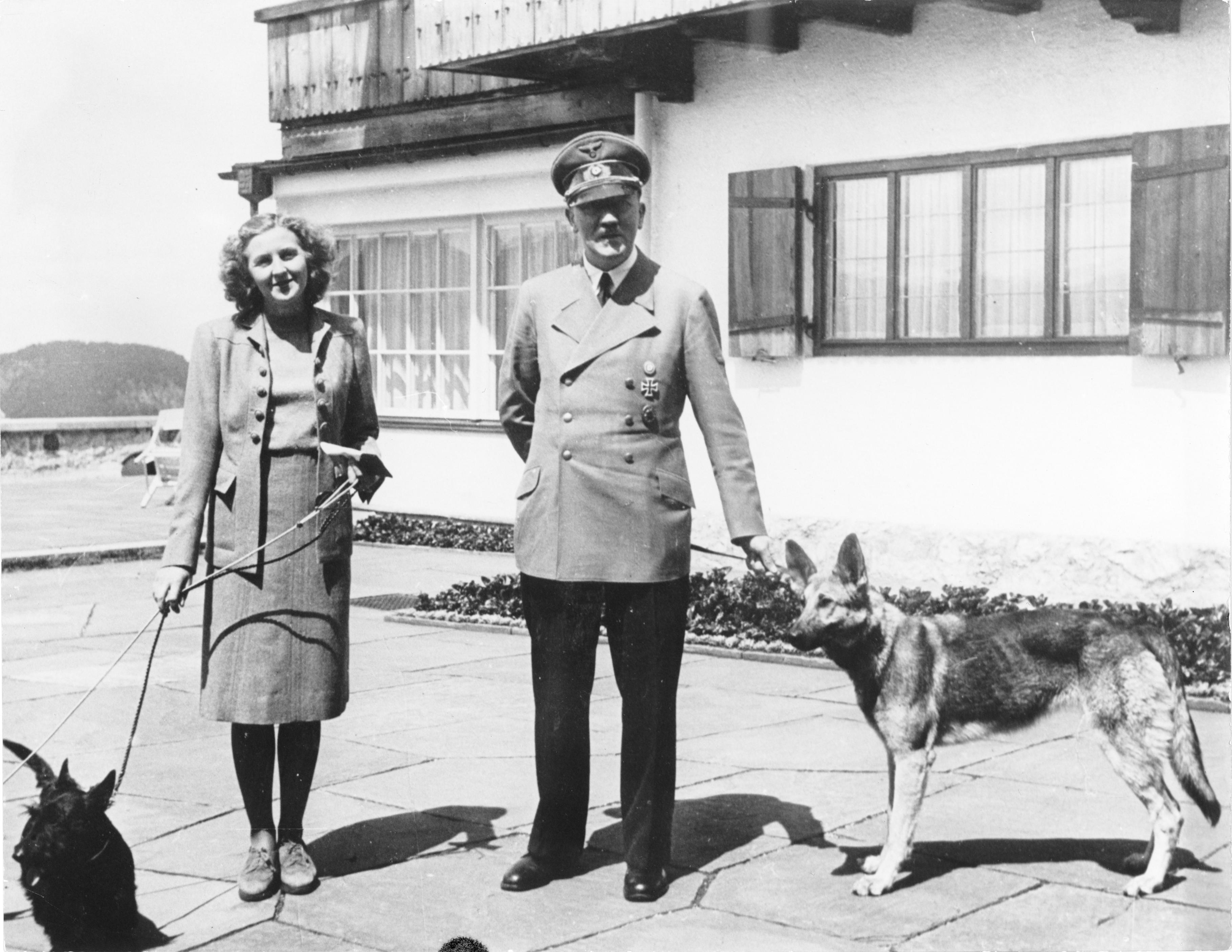
Adolf Hitler z Evą Braun (1942)

Adolf Hitler stworzył swój publiczny wizerunek jako Wodza żyjącego w abstynencji seksualnej, bez rodziny, w całkowitym poświęceniu swojej misji politycznej i narodowi niemieckiemu. Jego trwający 14 lat związek z Evą Braun był stale ukrywany przed opinią publiczną i wszystkimi oprócz jego najbliższego kręgu.
Mimo braków w formalnym wykształceniu, Hitler cenił wiedzę przydatną w sprawowaniu władzy. Dużo czytał, miał sporą prywatną bibliotekę. Często otrzymywał książki w prezencie od swoich współpracowników i podwładnych. Czytając książki, robił notatki na marginesach. Po II wojnie światowej nie przykładano dużej wagi do określenia wpływu czytanych przez niego lektur na głoszoną i realizowaną politykę.
Hitler nosił duże wąsy, jak wielu ówczesnych mężczyzn. Pod koniec XIX wieku w USA stał się modny drobny wąs, w kontraście do standardowych, bardzo obfitych wąsów. Nowy styl spopularyzowali w Niemczech przyjeżdżający tam Amerykanie. Niemcy nosili obfite wąsy w stylu „kajzerowskim”, na końcach podkręcone do góry. Nowy styl był uważany za nowoczesny i młodzieńczy. Hitler trwale zmniejszył swoje wąsy ok. 1918, jednak później taki styl nie był już uznawany za modny.
Jego wzrost podawany jest jako 165 lub 175 cm.
W młodości Adolf Hitler był nałogowym palaczem. Palił od 25 do 40 papierosów dziennie, później jednak rzucił nałóg stwierdzając, że to marnotrawstwo pieniędzy.

## Zakres władzy i odpowiedzialności
Otwarte pozostaje pytanie, czy tylko Hitler jest odpowiedzialny za całe zło, jakie wydarzyło się w okresie III Rzeszy. Głośny spór toczy się pomiędzy dwoma grupami naukowców: tzw. intencjonalistami (Hannah Arendt, Eberhard Jäckel, Alan Bullock, Karl Dietrich Bracher czy Klaus Hildebrand), którzy wskazywali, że wszystko, co działo się w Rzeszy, nie mogło mieć miejsca bez wiedzy Hitlera, oraz tzw. funkcjonalistami (Martin Broszat, Hans Mommsen, Uwe Dietrich Adam), którzy zwracają też uwagę na ważki element rywalizacji o wpływy i ścierania się różnorakich koncepcji w ramach reżimu nazistowskiego oraz na charakter władzy Hitlera. Polski historyk, badacz ideologii nazistowskiej, Wojciech Wichert, podkreśla znaczenie cech charakterologicznych Hitlera: „nie był z natury człowiekiem usystematyzowanym i zahartowanym w ciężkiej pracy; cechowało go pospolite lenistwo i brak punktualności. Adolf Hitler, w odróżnieniu od innych liderów politycznych tamtego czasu, poświęcał niewiele czasu na roztrząsanie arkanów wewnętrznej polityki, które przekazywał z reguły swoim współpracownikom, albo w ogóle nie zaprzątały one jego głowy. Zamiast zajmowania się pilnymi sprawami bieżącymi, Hitler przebywał w swoim ulubionym Obersalzbergu, w posiadłości Berghof”.

## Gabinet Hitlera
Rząd Hitlera istniał od zagarnięcia władzy 30 stycznia 1933, aż do jego śmierci 30 kwietnia 1945 (łącznie 12 lat i 3 miesiące).

## Dziedzictwo
Międzynarodowy Trybunał Wojskowy w Norymberdze uznał cztery organizacje powołane przez Hitlera (NSDAP, SS, SD i Gestapo) za przestępcze.

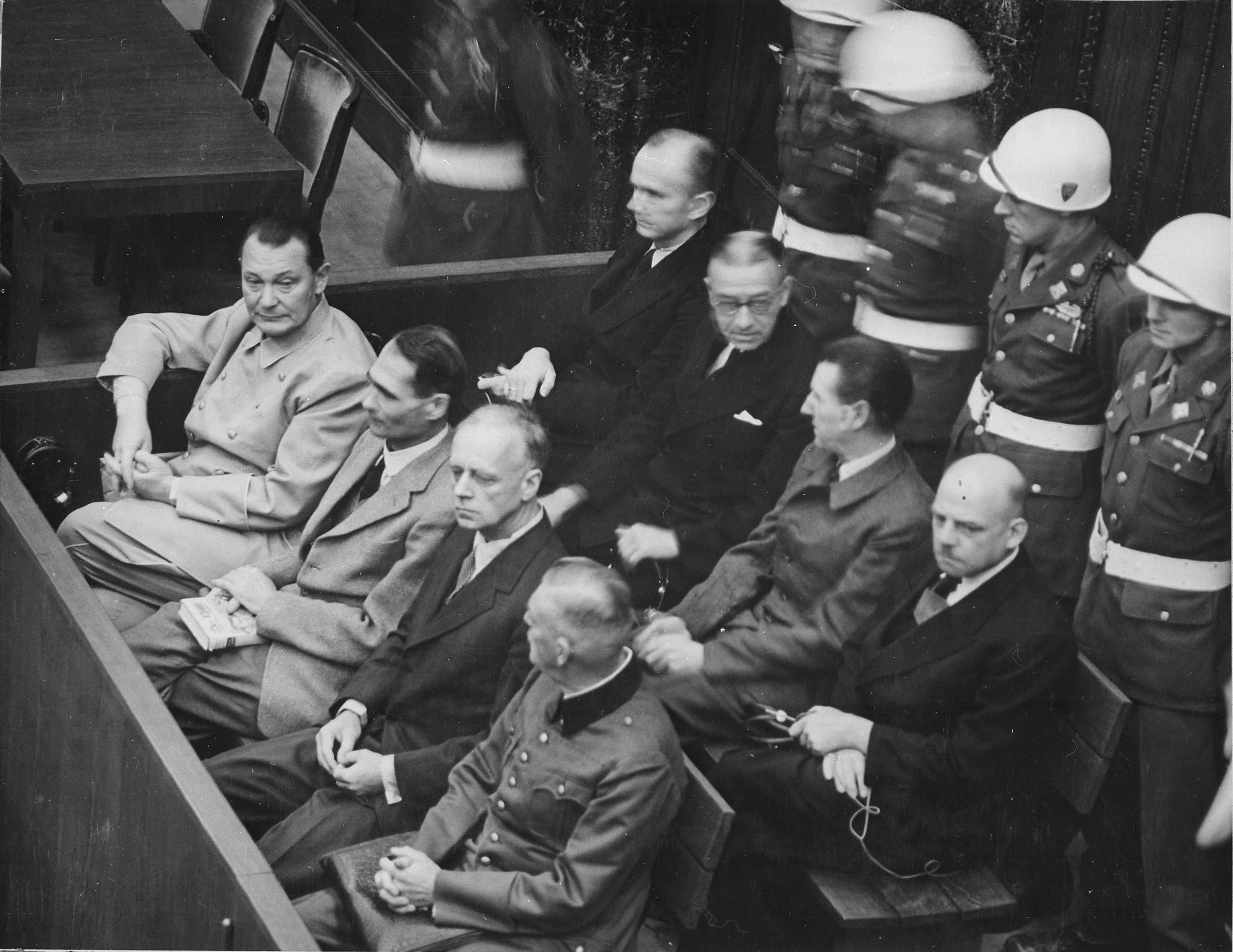
Ława oskarżonych w Norymberdze. Siedzą od lewej w pierwszym rzędzie: Göring, Hess, Ribbentrop, Keitel. W drugim rzędzie: Dönitz, Raeder, Schirach, Sauckel.

Artykuł 6 statutu Trybunału zaliczył do zbrodni hitlerowskich:
- Zbrodnie przeciw pokojowi: ściślej – planowanie, przygotowanie, rozpoczęcie i prowadzenie wojny napastniczej, albo wojny gwałcącej traktaty, umowy i porozumienia międzynarodowe, lub udział w planie, którego celem jest dokonanie wymienionych czynów;
- Zbrodnie wojenne: złamanie prawa wojennego, w tym złe traktowanie i deportacje do niewolniczych obozów ludności z terytoriów okupowanych, morderstwa i złe traktowanie jeńców wojennych, plądrowanie publicznej i prywatnej własności, niszczenie miast i wsi, dewastacja niepodyktowana względami strategicznymi;
- Zbrodnie przeciw ludzkości: morderstwa, niewolniczą eksploatację i inne nieludzkie czyny popełniane przeciw cywilom przed i w trakcie wojny.

W wielu państwach głoszenie poglądów politycznych zbliżonych do faszyzmu/hitleryzmu jest zakazane z mocy prawa. W Polsce regulują to:
- Kodeks karny (Ustawa z dnia 6 czerwca 1997 r. z późniejszymi zmianami): „Art. 256: Kto publicznie propaguje faszystowski lub inny totalitarny ustrój państwa lub nawołuje do nienawiści na tle różnic narodowościowych, etnicznych, rasowych, wyznaniowych albo ze względu na bezwyznaniowość, podlega grzywnie, karze ograniczenia wolności albo pozbawienia wolności do lat 2”.
- Uchwała Sądu Najwyższego z dnia 28 marca 2002, I KZP 5/02 (OSNKW 2002/5-6/32): „Propagowanie, w rozumieniu art. 256 k.k., oznacza każde zachowanie polegające na publicznym prezentowaniu faszystowskiego lub innego totalitarnego ustroju państwa, w zamiarze przekonania do niego”.
- Konstytucja RP: „Art. 13: Zakazane jest istnienie partii politycznych i innych organizacji odwołujących się w swoich programach do totalitarnych metod i praktyk działania nazizmu, faszyzmu i komunizmu, a także tych, których program lub działalność zakłada lub dopuszcza nienawiść rasową i narodowościową, stosowanie przemocy w celu zdobycia władzy lub wpływu na politykę państwa albo przewiduje utajnienie struktur i członkostwa”.

## Odznaczenia

Osobisty sztandar Hitlera

Poniższa lista przyznanych odznaczeń jest niepełna.
- Krzyż Żelazny (1914) I Klasy
- Krzyż Żelazny (1914) II Klasy
- Czarna Odznaka za Rany (1918)
- Złota Odznaka za Rany (po ataku 20 lipca 1944)
- Goldenes Ehrenzeichen der NSDAP
- Wielki Kawaler Orderu Imperialnego Czerwonych Strzał – Hiszpania (Franco), 1937[107]
- Odznaka tytułu honorowego Caporale d’Onore della Milizia (MVSN) – Włochy, 1938[108]
- Kordzik honorowy MVSN – Włochy, 1938[108]
- Order Zasługi Wojskowej (Bawaria)
- Order Krwi (III Rzesza)
- Medal Pamiątkowy 1 października 1938 z okuciem Zamek Praga, 1938[109]
- Medal Pamiątkowy za Powrót Kłajpedy, 1939[109]
- Medal Muru Wschodniego[109]
- Krzyż Honorowy (III Rzesza)
- Order Zasługi Orła Niemieckiego
- Order Słonia

Hitler został również Człowiekiem Roku tygodnika „Time” w 1938 roku.

## Kultura masowa

### Hitler w filmach

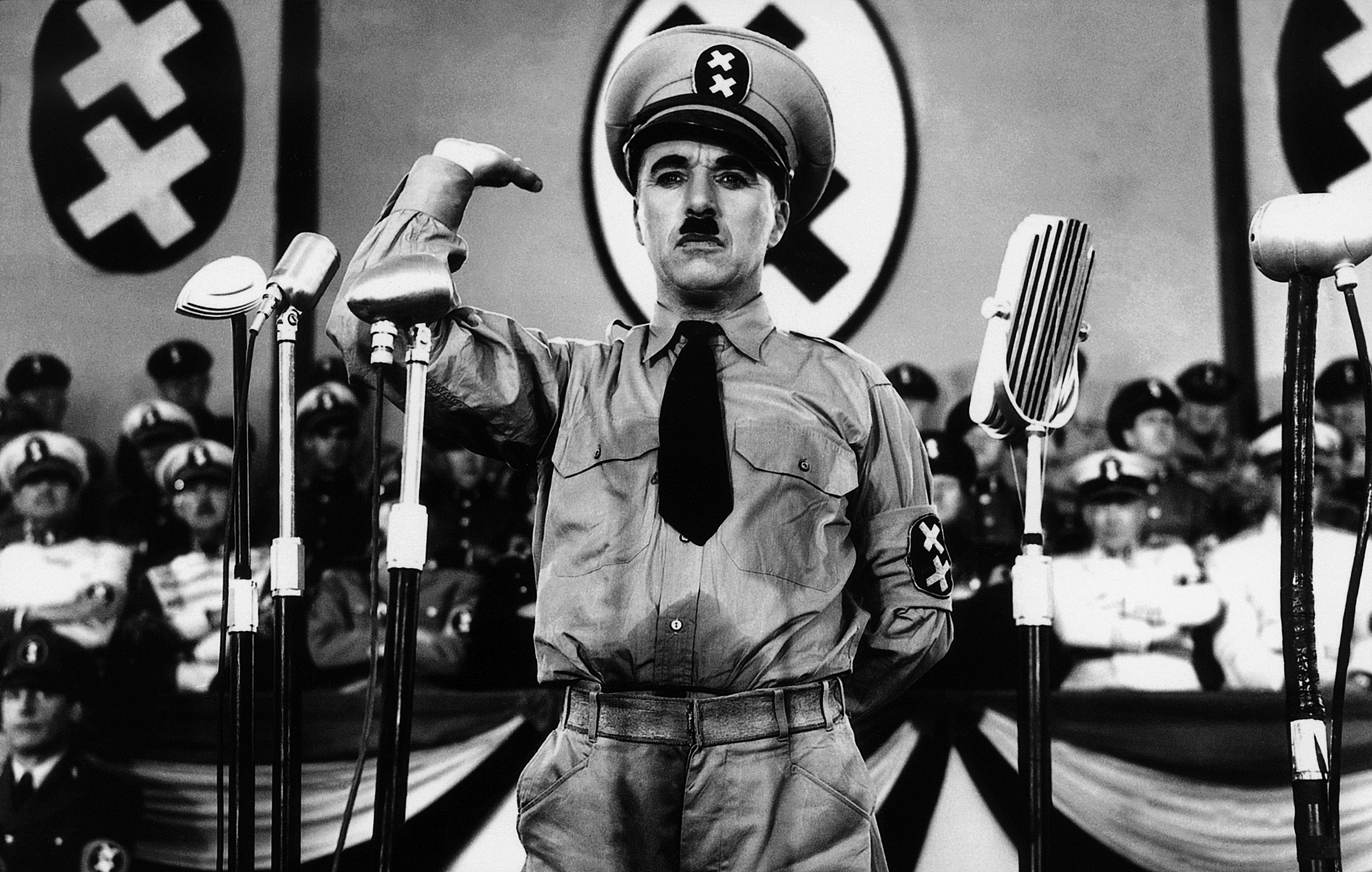
Charlie Chaplin parodiuje Hitlera w filmie Dyktator z 1940

- Dyktator – film w reżyserii Charlesa Chaplina z 1940, w którym odgrywa on także główną rolę parodiując postać Hitlera (w filmie Chaplin występuje jako Hynkel i jednocześnie wciela się w postać żydowskiego fryzjera). Swastyka zastąpiona została przez dwa symbole iks. W III Rzeszy dystrybucja tego filmu została zakazana, a w powojennych Niemczech jego pierwsza projekcja odbyła się w 1998.
- Hitler i nazistowskie Niemcy zostali sparodiowani w amerykańskim krótkometrażowym filmie animowanym produkcji Walt Disney Company z Kaczorem Donaldem w roli głównej pt. Der Fuehrer’s Face z 1943 roku.
- Hitler – Ostatnie 10 dni – dramat wojenny w kooperacji włosko-brytyjskiej z 1973. Wyreżyserowany przez Ennio De Conciniego. Akcja rozgrywa się w ostatnich dniach wojny w berlińskim bunkrze. Obraz przedstawia charakter dyktatora dążącego do panowania nad światem i to do ostatnich sekund swojego życia. Usiłuje przy tym odpowiedzieć na pytanie czy był zwykłym człowiekiem spełniającym swój obowiązek wobec kraju czy politykiem, którym zawładnęły jego własne wizje. Rolę Hitlera odtwarza Alec Guinness.
- Hitler: Narodziny zła – miniserial produkcji kanadyjskiej i amerykańskiej z 2003, który pokazuje jak Adolf Hitler doszedł do władzy po pierwszej wojnie światowej. Film skupia się na tym, jak rozgoryczone, rozdarte politycznie i ekonomicznie niemieckie społeczeństwo pomogło wspiąć się Hitlerowi na szczyt. „Hitler: Narodziny Zła” pokazuje również jak nienawiść do Żydów stała się centrum jego poselstwa politycznego w Niemczech i znalazła szeroki oddźwięk wśród narodu niemieckiego.
- Upadek – produkcji niemieckiej z 2004, ukazujący ostatnie dni z życia Hitlera, które spędził w swoim berlińskim bunkrze. Rolę Hitlera zagrał Bruno Ganz.
- Adolf H. – Ja wam pokażę – wyreżyserowana przez Daniego Levy’ego komedia wojenna z 2007. Był pierwszym w Niemczech filmem tego gatunku traktującym o Hitlerze. Film jest spojrzeniem na sylwetkę wodza III Rzeszy poprzez pryzmat czarnego humoru i satyry. Jego postać została ukazana jako nieudacznik i ignorant. Wywołało to kontrowersje w Niemczech, gdyż film odstawał od dotychczasowej konwencji ukazywania Hitlera w kinematografii, a jego rolę odtworzył Helge Schneider.
- Aluzje do osoby Adolfa Hitlera stanowią motyw przewodni piosenki kabaretowej Ten wąsik ze słowami Mariana Hemara. W tekście zwraca się uwagę na podobieństwo zachodzące między przywódcą III Rzeszy a postacią głównego bohatera filmów Charliego Chaplina. Piosenka była wykonywana przez Ludwika Sempolińskiego w rewii Orzeł czy Rzeszka, wystawianej od 31 maja do sierpnia 1939 przez teatrzyk Ali-Baba w Warszawie[110]. Występy te wywołały interwencję ambasadora Niemiec, a wykonawca, podobnie jak i autor tekstu, byli podczas II wojny światowej poszukiwani przez Gestapo w całej okupowanej Europie.
- Hitler ukazany w karykaturalnym świetle pojawia się również w komedii Juliusza Machulskiego pt. AmbaSSada. W filmie tym Hitler grany jest przez Roberta Więckiewicza.

### Hitler w poezji
Wisława Szymborska napisała wiersz „Pierwsza fotografia Hitlera”.

### Publikacje
- Jerzy Wojciech Borejsza, Antyslawizm Adolfa Hitlera, Warszawa: Czytelnik, 1988, ISBN 83-07-01725-4, OCLC 834994740. Brak numerów stron w książce
- Alan Bullock, Hitler. Studium tyranii, Warszawa: Iskry, 2004, ISBN 83-207-1746-9. Brak numerów stron w książce
- Gerd R. Ueberschär, Wojskowe elity III Rzeszy, Barbara Lulińska, Daniel Luliński, Warszawa: Dom Wydawniczy Bellona, 2004, ISBN 83-11-09880-8, OCLC 69588049. Brak numerów stron w książce
- Henrika Eberlego i Mathiasa Uhla (red.), Materiały utajnione przez Stalina. Teczka Hitlera, Warszawa: Świat Książki, 2005, ISBN 83-247-0047-1. Brak numerów stron w książce
- Laurence Rees, Hitler i Stalin. Wojna Stulecia, Warszawa: Prószyński i S-ka, 2005, ISBN 83-7469-183-2. Brak numerów stron w książce
- Wolfgang Zdral, Nieznana rodzina Hitlerów, Warszawa: Dom Wydawniczy Bellona, 2006, s. 240, ISBN 83-11-10488-3.
- Bevin Alexander, Jak Hitler mógł wygrać wojnę, Warszawa: Wydawnictwo Amber, 2008, ISBN 978-83-241-3083-2. Brak numerów stron w książce
- Nicolaus von Below, Byłem adiutantem Hitlera 1937-45, Warszawa: Wydawnictwo Bellona, 2011, ISBN 978-83-1112042-6. Brak numerów stron w książce
- Volker Ullrich: Hitler. Narodziny zła 1889-1939. Warszawa: 2015, s. 29. ISBN 978-83-7961-190-4.

### Publikacje uzupełniające
- Ciszej nad tą rodziną [Adolfa Hitlera], „Forum”, 19, 2005, s. 50–57.

### Prasa i periodyki
- Hitler Fought Way to Power Unique in Modern History, [w:] The New York Times, nytimes.com, 2 maja 1945 [dostęp 2014-04-16] (ang.).